# Orijentacijski šport
Orijentacijski sport je sport koji kombinira orijentaciju na karti i utrkivanje koristeći kartu i kompas. Natjecatelji u ovom športu na početku trke dobivaju kartu (koja izgledom dosta sliči na topografsku kartu), na karti su ucrtane točke s rednim brojem kraj točke. Također te točke imaju i svoje nazivne brojeve da ih se lakše razlikuje. Uz kartu se prilažu i opisi gdje su otisnuti redni brojevi i nazivni brojevi kontrola. Opisi još detaljno opisuju lokaciju kontrole sa simbolima. U Hrvatskoj orijentacija kao sport postoji dugi niz godina, ali je bila pod planinarskim savezom. Tek je 2005. godine osnovan Hrvatski orijentacijski savez.

## Hrvatski orijentacijski savez
Hrvatski orijentacijski savez osnovan je 2005. godine u mjesecu prosincu pod nazivom Hrvatski savez za orijentacijsko trčanje.
Promjenom nomenklature športa pri HOO-u i Savez je preimenovan u današnji naziv kako bi objedinio sve postojeće grane orijentacijskog športa. Orijentacijski savez svoju punu samostalnost nakon godina djelovanja pod Hrvatskim planinarskim savezom,odnosno Komisijom za orijentaciju ostvario je i primanjem Saveza u punopravno članstvo HOO-a 27. prosinca 2007.
Hrvatski orijentacijski savez (tada u osnivanju) primljen je u punopravno članstvo Međunarodne orijentacijske federacije (IOF) još 1992. godine na IOF kongresu u Švicarskoj. Predstavnici Hrvatske na tom kongresu bili su Marija i Željko Gobec. Nažalost prošlo je punih 13 godina do dana kada je Savez i službeno osnovan, ali je kroz cijelo to razdoblje djelovao pod nazivom Komisija za orijentaciju HPS-a.
Prvi službeni nastup reprezentatici Hrvatske ostvarili su 1992. godine na Juniorskom Svjetskom prvenstvu u Finskom gradu Jyvaskila. Za reprezentaciju su nastupali: Eva Meštrović (Ocvirk), Nikola Pajčin, Tihomir Salopek i Damir Gobec. Voditelji reprezentacije bili su Neda Punek i Karlo Gobec. Neslužbeno je nastup već zabilježen na juniorskom svjetskom prvenstvu u Berlinu 1991. kada su reprezentativci koristili Hrvatsku zastavu i obilježja na trenirkama, ali nisu imali dozvolu nastupati za Hrvatsku od strane IOF-a.
Prvi službeni nastup u MTBO orijentaciji nakon osamostaljenja Saveza ostvarili su reprezentativci nastupom na Europskom prvenstvu u Italiji 2007. godini. Reprezentativci su tada bili: Vedran Berković, Karlo Gobec, i Goran Šantolić.

## Pravila
Prije trke naprave se startne liste koje sadrže ime i startno vrijeme trkača. Kada trkač starta u svojoj startnoj minuti on dobiva kartu za kategoriju u kojoj trči. Prvo se kreće na startnu točku (eng.: Start point) označenu trokutom na karti. Sa startne točke trči se na prvu kontrolu označenu s kružićem i startnim brojem jedan. Kad se dođe do neke kontrole prvo se pogleda njezin nazivni broj, ako on odgovara u modul na kontroli umetnemo mali čip s prsta zvan Sport Ident. Nekad su se koristili kartoni i perforatori. Na stazi se savladavaju razne prepreke kao što su šume, gustiši i potoci. Kad se obiđu sve točke po redu i stigne na cilj čip se ubada u zadnji modul koji zaustavlja vrijeme. Nakon toga se čip umeće u modul koji učitava kontrole u računalo koje ispisuje rezultate.
Postoje razne kategorije po godinama i spolovima: M12, Ž12, M14, Ž14, M16, Ž16, M18, Ž18, M20, Ž20, M21B, M21A, M21E (Elita), Ž21B, Ž21A, Ž21E (Elita), M35, Ž35, M45, Ž45, M55.
Postoje i starije kategorije. 2008. godine su spojili kategorije 18 i 20 zbog manjka sudionika.

## Uspjesi Hrvata na službenim međunarodnim natjecanjima
Hrvatska je svoje najveće uspjehe u orijentacijskom sportu ostvarila u disciplini precizne orijentacije (Trail orienteering). Na Svjetskim prvenstvima 2008. u Češkoj i 2009. u Mađarskoj, Zdenko Horjan, član zagrebačkog kluba OK Vihor, dva je puta osvojio srebrnu medalju u kategoriji paralimpic.
Na Europskom prvenstvu u preciznoj orijentaciji 2010. godine koje se održalo u Švedskoj u okolici grada Bollnasa hrvatska je ekipa u sastavu Zdenko Horjan i Ivica Bertol osvojila srebro u kategoriji paralimpic.
Na Svjetskom prvenstvu u preciznoj orijentaciji koje se održalo u Norveškoj 2010. u Trondheimu Ivo Tišljar osvojio je broncu u kategoriji OPEN, a u ekipnom plasmanu Hrvatska je također osvojila broncu u sastavu Jasminka Cindrić Perković, Ivo Tišljar, Dalibor Perković, Zdenko Horjan i Ivica Bertol.
Na Svjetskom prvenstvu u preciznoj orijentaciji održanom 2011. godine u Francuskoj (Savoie) Ivo Tišljar osvojio je broncu u kategoriji OPEN.
Na Svjetskom prvenstvu u preciznoj orijentaciji održanom 2013. godine u Finskoj (Vuokatti) Hrvatska je u osvojila srebro ekipnoj konkurenciji (Zdenko Horjan, Ivica Bertol, Ivo Tišljar).
Na Svjetskom prvenstvu u preciznoj orijentaciji održanom 2014. godine u Italiji (Trentino) Hrvatska je postala prvak Svijeta u ekipnoj konkurenciji (Zdenko Horjan, Ivica Bertol, Ivo Tišljar).
2015. godine orijentacijski klub "Vihor" organizirao je u Zagrebu i Karlovcu Svjetsko prvenstvo u preciznoj orijentaciji. To je prvo natjecanje u povijesti Hrvatske tako visokog ranga organizirano u Hrvatskoj pod ingerencijom Međunarodne orijentacijske federacije (IOF). Na istom prvenstvu Hrvatska (Tomislav Varnica, Ivica Bertol, Ivo Tišljar). je ekipno zauzela drugo mjesto iza Ukrajine, a u pojedinačnom plasmanu u kategoriji paralympic Ivica Bertol je osvojio također drugo mjesto.
2016. godine na Europskom prvenstvu održanom u Češkoj Zdenko Horjan osvojio je četvrto mjesto u kategoriji OPEN u disciplini preO, dok je Iva Lovrec na Svjetskom prvenstvu u Švedskoj osvojila četvrto mjesto u kategoriji TempO. Hrvatska je u štafetnoj konkurenciji bila šesta (Tomislav Varnica, Zdenko Horjan, Ivo Tišljar)
2021. godine OK Vihor je organizirao Prvenstvo jugoistočne Europe u orijentacijskom trčanju za seniore, juniore, kadete i veterane (SEEOC i SEEMOC) na kojem je sudjelovalo oko 500 natjecatelja. Prvenstvo se održalo u četiri discipline: sprint, srednje staze, duge staze i štafeta. Uz navedeno prvenstvo održano je i petodnevno natjecanje "21. Zagreb Open". Natjecanja su održana u Zagrebu, Sesvetskom kraljevcu, Karlovcu i Vukšinom Šipku. Najbolji rezultate Hrvata ostvarili su Matija Razum osvajanjem drugog mjesta u najjačoj seniorskoj kategoriji u disciplini sprinta te štafeta kadetkinja u sastavu Majda Vidaković, Dora Vukelić i Paola Rako koja je također bila druga.

## Klubovi - članovi Hrvatskog orijentacijskog saveza
- Orijentacijski klub Bjelovar Bjelovar
- Orijentacijski klub Japetić Samobor
- Orijentacijski klub Jelen Jastrebarsko
- Orijentacijski klub Kapela Zagreb
- Orijentacijski klub Maksimir Zagreb
- Orijentacijski klub Međimurje Selnica
- Orijentacijski klub Merz Zagreb
- Orijentacijski klub Orion Zagreb
- Orijentacijski klub Torpedo Rijeka
- Orijentacijski klub Vihor Zagreb
- Orijentacijski klub "Varaždin", Varaždin

## Orijentacija kao rekreacija
- Pored olimpijskog športa, orijentaciju kao metodu ili dio programa koriste još i razne športske udruge i planinari.
- U timskom pogledu orijentaciju uče, organiziraju i natječu se u disciplinama (državnog, regionalnog, općinskog) orijentacijskog natjecanja - izviđači.

## Povijest orijentacijskog sporta
Izvori http://vihor.hr/old/stare_stranice/content_files/Arhiva/Povijest.htm
2022.
- Reprezentacija Hrvatske nastupa na Alpe jadran kupu u Münchenu u Njemačkoj od 16. do 19.6. sa dvadesetak članova reprezentacije. Najbolji rezultat ostvarila je Paola Rako osvajanjem drugog mjesta na dugim stazama u kategoriji kadetkinja Ž16. Zdenka Petra Štambuk je osvojila 3.mj. u Ž18 na srednjim stazama. Tena Sakar je u kategoriji veteranki Ž35 osvojila dva druga mjesta (srednje i duge staze), a Edi Ocvirk je bio treći na dugim stazama u kategoriji veterana M45. Hrvatska je u ekipnom plasmanu osvojila peto mjesto.
- Na Europskom prvenstvu u preciznoj orijentaciji održanom u Finskoj od 26.-29.5. za reprezentaciju Hrvatske nastupali su Iva Lovrec, Matija Razum  i Tomislav Varnica. Kroz kvalifikacije u disciplini tempo u finale se je  probili Iva Lovrec i zauzela 33. mjesto

2021.
- Reprezentacija Hrvatske nakon godinu dana pauze zbog COVID-19 pandemije nastupa na Alpe jadran kupu u kod Predazza Italiji u sastavu: seniori: Iva Štambuk, Olga Perić Jerković, Matija Razum, Lobel Horvat, juniori/kadeti: Zdenka Petra Štambuk, Paula Pavlin, Majda Vidaković, Paola Rako, Jan Gobec, Jura Kukec i veterani i voditelji: Dario Štambuk i Damir Gobec. Najbolji rezultat ostvarila je Zdenka Petra Štambuk osvajanjem 3.mj. u Ž18 na srednjim stazama.
- Europsko orijentacijsko prvenstvo održano je u mjestu u Neuchatel u Švicarskoj. Matija Razum i Lobel Horvat nastupali su za Hrvatsku reprezentaciju.
- Svjetsko prvenstvo u orijentacijskom trčanju za seniore održalo se od 3. – 9.7. u Češkoj u mjestu Doksy. Za  Hrvatsku su nastupili Matija Razum i Lobel Horvat.
- U Hrvatskoj održano Prvenstvo jugoistočne Europe (South East European (Masters) Orienteering Championships) u orijentacijskom trčanju za kadete, juniore, seniore i veterane u organizaciji OK Vihor. Trčalo se u Zagrebu, Sesvetskom kraljevcu, Karlovcu i Vukšinom Šipku. Na sprint natjecanju se po prvi puta u Hrvatskoj na službenoj utrci korsitio SIAC beskontaktni sustav ovjere kontrola. Rezultati su se prikazivali na dva televizijska ekrana. Najbolje rezultate ostvarili su Matija Razum 2.mj na sprintu u M21E i sastav ženske kadetske štafete Majda Vidaković, Dora Vukelić i Paola Rako koja je osvojila 2.mj. u Ž16. Kod pojedinačnih rezultata plasman među prvih 6. ostvarili su:  Srednje staze: Matija Razum (M21E) 5. mjesto, Paula Pavlin (W18) 5.mjesto, Olga Jerković Perić (W18) 6. mjesto Sprint: Dora Vukelić (W16) 6. mjesto Duge staze: Matija Razum (M21E) 5. mjesto, Jan Gobec (M20) 6. mjesto, Zdenka Petra Štambuk (W18) 5. mjesto
- Na Svjetskom juniorskom prvenstvu u Turskoj (Kocaely) nastupaju Olga Jerković Perić, Paula Pavlin, Zdenka Petra Štambuk i Jan Gobec uz voditelja reprezentacije Damira Gobeca. Jan Gobec plasirao se kroz kvalifikacije u B-finale srednjih staza (53.mj). Najbolji rezultat ostvarila je Paula Pavlin osvajanjem 29. mjesta u ženskom B-finalu srednjih staza (djevojke nisu imale C finale)
- Za kup Hrvatske se boduje 11 natjecanja, za sprint kup Hrvatske 5 natjecanja
- Počeo je s radom elektronski sustav registracije natjecatelja te je napravljen specijalizirani program za vođenje rezultata Kupova Hrvatske i arhivu natjecanja. Autor je Ivo Tišljar na zahtjev Hrvatskog orijentacijskog saveza.
- OK Vihor održao prve treninge sa SportIdent sustavom uz upotrebu mobitela i mobilne SI aplikacije za vođenje obrade podataka
- OK Vihor postao ekipni pobjednik kupa Hrvatske ispred OK Kapele i OK Japetića
- Počinje školovanje trenera orijentacijskog sporta u sklopu obrazovanja odraslih na Sportskom učilištu u Zagrebu.

2020.
- Sva međunarodna natjecanja su zbog COVID-19 pandemije otkazana.
- Prvo natjecanje u sezoni organizirao je OK Vihor "21. Zagreb Open"   tek u lipnju. Sezona se u skraćenom obliku odvija samo u jesenskom dijelu sezone iako su mnogi klubovi oslabljeni stalnim izolacijama i oboljevanjima članova od COVID-19 virusa
- Ekipni pobjednik kupa Hrvatske postaje po prvi puta OK Kapela ispred OK Vihora i OK Maksimira
- Za Kup Hrvatske se bodovalo devet natjecanja, a za sprint kup Hrvatske samo tri natjecanja

2019.
- U Hrvatskoj je održana prva Euro City Race utrka u Zagrebu u organizaciji OK Vihor. Po prvi puta su se u Hrvatskoj rezultati natjecanja u ciljnom prostoru prikazivali na monitoru.
- Na Svjetskom juniorskom prvenstvu u Danskoj nastupaju Olga Jerković Perić, Paula Pavlin, Ana Tišljar, Jura Kukec i Jan Gobec uz voditelja reprezentacije Damira Gobeca
- Na Svjetskom prvenstvu u preciznoj orijentaciji u Portugalu nastupaju Tomislav Varnica, Iva Lovrec i Ivo Tišljar. U disciplini tempo u A-finale plasirali su se Iva Lovrec i Tomislav Varnica.
- Hrvatska po prvi puta daje IOF kontrolore na Svjetskom prvenstvu pod IOF-om. Event Adviseri na Svjetskom prvenstvu u preciznoj orijentaciji u Porugalu su bili Ivana Gobec i Damir Gobec
- Reprezentacija Hrvatske nastupa na Mediteranskom prvenstvu u Španjolskoj u sastavu Jura Kukec, Paula Pavlin i Jan Gobec. Voditelj reprezentacije je Damir Gobec
- Reprezentacija Hrvatske nastupa na Prvenstvu jugoistočne Europe u Moldaviji (Kišinjev)
- Predsjednik Asocijacije zemalja jugoistočne Europe u orijentacijskom sportu (South East European Orienteering Association) postaje Damir Gobec na sjednici održanoj u Kišnjevu u Moldaviji
- Ekipni pobjednik kupa Hrvatske postaje OK Vihor

2018.
- Na Svjetskom juniorskom prvenstvu u Mađarskoj (Kečkemet) nastupa samo Jan Gobec i to u disciplinama sredne staze i sprint. Voditelj reprezentacije bio je Damir Gobec
- Na Europskom prvenstvu za mlađe juniore i kadete u Bugarskoj (Veliko Tarnovo) nastupaju Olga Jerković Perić, Paula Pavlin, Ana Tišljar, Jura Kukec i Jan Gobec. Voditelj reprezentacije bio je Damir Gobec
- Reprezentacija Hrvatske nastupa na Prvenstvu jugoistočne Europe u Sloveniji (Cerkno)
- OK Vihor organizira u Aleksandriji u Egiptu Mediteransko prvenstvo u orijentacijskom trčanju od 01. – 04.02.
- Jan Gobec osvaja prve medalje za Hrvatsku na Mediteranskim prvenstvima u kategoriji juniora (bronca na srednjim stazama, dugim stazama i u sprintu)
- U sklopu Mediteranskog prvenstva u orijentacijskom trčanju u Egiptu OK Vihor je organizirao i prvo natjecanje u Svijetu koje se bodovalo za Svjetsku rang listu u preciznoj orijentaciji (WRE). Glavni organizatori bili su Ivana i Damir Gobec

2017.
- OK Vihor organizira Međunarodno prvenstvo Egipta (trodnevno natjecanje za Svjetsku rang listu) u Sharm El Sheikhu na Sinaju. U sklopu prvenstva održan je seminar iz precizne orijentacije i prvo natjecanje u preciznoj orijentaciji u Egiptu. Glavni organizatori su Ivana Gobec i Damir Gobec.
- 25.02. OK Vihor organizira prvi orijentacijski trening na kojem se uza ovjeru prolaska staze koriste QR kodovi te mobilni uređaji kao čitači. Trening je organizirao Dražen Tutić
- Na Svjetskom prvenstvu u preciznoj orijentaciji održanom u Litvi nastupili su Iva Lovrec, Zdenko Horjan, Ivo Tišljar, Tomislav Varnica.
- Članovi OK Vihor bili su suroganizatori Svjetskog prvenstva u preciznoj orijentaciji u Litvi
- Na Svjetskom juniorskom prvenstvu u Finskoj (Tampere) nastupili su Luka Ivković, Dominik Kirin,  i Pia Ocvirk. Voditelj reprezentacije bio je Edi Ocvirk

2016.
- Na Svjetskom prvenstvu u preciznoj orijentaciji održanom u Švedskoj Iva Lovrec osvaja četvrto mjesto u disciplini tempO. Bilježimo i šesto mjesto štafete Hrvatske (Tomislav Varnica, Zdenko Horjan i Ivo Tišljar). U disciplini preO Tomislav Varnica je drugog dana natjecanja bio četvrti, no zbog lošijeg plasmana prvoga dana ukupno je zauzeo 33. mjesto. Zdenko Horjan bio je ukupno 48, a Ivo Tišljar 8.
- Na Svjetskom veteranskom prvenstvu u Estoniji (Tallin) nastupili su Dunja van de Riet, Ivana Gobec i Damir Gobec
- Na prvenstvu Europe u preciznoj orijentaciji koje se održavalo od 23. – 28. svibnja 2016. kod mjesta Jesenik u Češkoj  u disciplini pre-O Zdenko Horjan osvaja četvrto mjesto. Tomislav Varnica zauzeo je ukupno 26. mjesto,  Dalibor Perković 71. mjesto, a Jasminka Cindrić Perković 74. mjesto.
- Na Svjetskom juniorskom prvenstvu u Švicarskoj (Engadin) nastupili su Luka Ivković, Dominik Kirin, Andro Vladimir Štambuk i Pia Ocvirk. Voditelj reprezentacije bio je Edi Ocvirk
- OK Vihor je u suradnji s OŠ Ivana Gorana Kovačića, Tehničkom školom Ruđera Boškovića  i  Geodetskom tehničkom školom  organizirao tri događanja u sklopu Svjetskog dana orijentacije na kojima je nastupilo 567 sudionika.

2015.
- U Hrvatskoj je održano prvo Svjetsko prvenstvo u jednoj od grana orijentacijskog sporta u preciznoj orijentaciji. Organizator je bio OK Vihor, a natjecanja su se odvijala u Zagrebu i Karlovcu. Glavni organizator je Damir Gobec, postavljač Zdenko Horjan, kartograf Ivana Gobec.
- Hrvatska reprezentacija osvaja ekipno srebro u preciznoj orijentaciji na Svjetskom prvenstvu u Zagrebu te pojedinačno srebro osvaja Ivica Bertol u discplini preO
- Kadeti i mlađi juniori reprezentativci Hrvatske  nastupali su od 25. do 28. lipnja 2015. u Rumunjskoj u gradu Cluju-Napoca  na Europskom prvenstvu za mlade  (EYOC). Za reprezentaciju su nastupali Pia Ocvirk, Dominik Kirin i Andro Štambuk. Voditelj reprezentacije bio je Edi Ocvirk
- 5. Prvenstvo jugoistočne Europe održano je u Banskom u Bugarskoj od 26. – 30. kolovoza. Pia Ocvirk je u kategoriji Ž16 pobijedila u disciplini sprinta te ostvarila prvu hrvatsku pobjedu na Prvenstvu jugoistočne Europe u juniorskim ili seniorskim kategorijama. U masters kategoriji M45 Robert Orehoci je ostvario dvije pobjede u sprintu i na srednjim stazama. Ivana Gobec bila je srebrna u kategoriji Ž40, a Damir Gobec brončani u M40 na dugim stazama.
- Na juniorskom svejstkom prvenstvu u Norveškoj (Rauland) nastupali su za Hrvatsku Dora Težak, Pia Ocvirk i Luka Ivković. Voditelj reprezentacije bio je Edi Ocvirk
- Prve trke na kartama po IOF standardima u Splitu i Šibeniku organizirane su u sklopu natjecanja Dalmacija Open. Organizatori su bili Ursus outdoor i OK Vihor.
- Orijentacijski klub "Vihor" je klupski prvak Hrvatske. Titulu je klub osvojio ispred OK "Japetića" iz Samobora i OK "Maksimira" iz Zagreba.

2014.
- Na Svjetskom prvenstvu u preciznoj orijentaciji održanom u Italiji Hrvatska osvaja ekipno zlato u sastavu Ivo Tišljar, Zdenko Horjan, Ivica Bertol. Reprezentaciju čini još i Tomislav Varnica kao natjecatelj.
- Juniorsko Svjetsko prvenstvo održano je u Bugarskoj (Borovets). Hrvatsku su predstavljali Iva Lovrec (OK "Vihor") i Luka Ivković (OK "Sova")
- Prvenstvo jugoistočne Europe održalo se u mjestu Vrdnik pokraj Novog Sada. Iva Lovrec je osvojila prvu medalju za Hrvatsku u povijesti na SEEOC-u (3. mjesto srednje staze). Štafeta u sastavu Pia Ocvirk, Lea Katarina Gobec i Mia Lovrec u kategoriji djevojaka do 16 godina također je ostvarila povijesni uspjeh za Hrvatsku osvajanjem prve štafetne medalje (treće mjesto). Zadnjeg dana natjecanja u disciplini sprinta  Pia Ocvirk (OK Japetić) osvojila je izvrsno drugo mjesto u Ž16 kategoriji
- U mjesto Strumica u Makedoniji nastupila je juniorska i kadetska reprezentacija na prvenstvu Europe za mlade  (EYOC) u pratnji voditelja Edija Ocvirka i Roberta Orehocija. Za reprezentaciju su nastupile Iva Lovrec, Mia Lovrec i Dora Težak (OK Vihor), Pia Ocvirk (OK "Japetić"), Roberta Orehoci (OK "Bjelovar"), Luka Ivković (OK "Sova") i Andro Štambuk (OK "Ivan Merz").
- Na Europskom prvenstvu u preciznoj orijentaciji u Portugalu najbolji rezultat ostvario je Ivica Bertol (OK Vihor) osvojivši peto mjesto u kategoriji para. Ekipa u sastavu Ivica Bertol, Ivo Tišljar i Damir Gobec bila je peta u ekipnom plasmanu. U open kategoriji najbolji plasman ostvario je Ivo Tišljar koji je ukupno bio deseti. Reprezentaciju su sačinjavali: Ivana Gobec, Ivica Bertol, Tomislav Varnica, Ivo Tišljar i Damir Gobec.
- Članovi OK Vihora sudjelovali su u zajedničkom projektu EU i Turskog ministarstva za europske poslove pod nazivom  "Orienteering (running) for common future" u gradu Kahramanmarasu na istoku Turske, u blizini granice sa Sirijom. U sklopu projekta sudjelovali su  na zajedničkom trening kampu s natjecateljima iz Italije, Slovenije, Rusije, Albanije, Moldavije, Turske i Bjelorusije, a osim trčanja na programu je i  bila prezentacija precizne orijentacije koju su održali naši članovi. Osim predavanja, članovi Vihora s uspijehom su organizirali i natjecanje u preciznoj orijentaciji.
- 22. i 23. veljače na Cresu, pokraj mjesta Beli, održano  je dvodnevno orijentacijsko natjecanje na potpuno novim terenima nikada korištenima za orijentaciju.

2013.
- Na Svjetskom prvenstvu u preciznoj orijentaciji održanom u Finskoj Hrvatska reprezentacija osvojila je srebro u ekipnoj konkurenciji u sastavu Zdenko Horjan, Ivica Bertol i Ivo Tišljar.
- Na Svjetskom prvenstvu u orijentacijskom trčanju U Finskoj za Hrvatsku je nastupio samo Matjaž Štanfel u pojedinačnim kvalifikacijama. Matjaž je nastupio u kvalifikacijskim natjecanjima u sprintu, na dugim stazama i na srednjim stazama bez plasmana u A-finale.
- Na trećem prvenstvu jugoistočne Europe u orijentacijskom trčanju koje se održavalo od 03. – 08. rujna u mjestu Ramnicu-Valcea u Rumunjskoj Hrvatska je osvojila dvije medalje u veteranskoj konkurenciji. Tomislav Varnica (M35) bio je srebrni u sprintu, a Damir Gobec zlatni na srednjim stazama (M40)
- Od 19. – 23.06.2013. u južnom Tirolu u mjestu Folgarija održavao se seminar za međunarodne savjetnike za preciznu orijentaciju na kojem su sudjelovali Ivica Bertol, Ivana Gobeci Damir Gobec. Seminar su vodili Roberta Falda (članica IOF-ove potkomisije za preciznu orijentaciju) iz Italije i Owe Fredholm (član glavnog vijeća IOF-a) iz Švedske. Ovim tečajem članovi su stekli naziv "IOF event advisora" za preciznu orijentaciju.
- Ivana Gobec i Damir Gobec su na poziv orijentacijskih klubova iz Izmira te Turske orijentacijske federacije održali u Izmiru niz predavanja u sklopu "Izmirskih dana orijentacije" na Sveučilištu Gediz
- Na Svjetskom juniorskom prvnestvu u Češkoj (Hradec Kralove) nastupio je za Hrvatsku Matija Razum
- Međunarodni seminar iz precizne orijentacije održao se na Kalniku. Voditelj seminara bio je Zdenko Horjan.

2012.
- Na Svjetskom prvenstvu u orijentacijskom trčanju u Švicarskoj (Lousanna) Matjaž Štanfel u A-finalu osvaja 27.mjesto
- Na Svjetskom juniorskom prvenstvu u Slovačkoj (Košice) nastupaju Matija Razum i Matej Štambuk
- Na Svjetskom prvenstvu u preciznoj orijentaciji održanom u Škotskoj (Dundee)  Hrvatska osvaja ekipnu broncu u sastavu Ivo Tišljar, Zdenko Horjan, Ivica Bertol. Reprezentaciju čini još i Damir Gobec kao natjecatelj.

2011.
- U Hrvatskoj se po četvrti puta organizirao Alpe Jadran kup na terenima u oklici Rijeke i na Paltku. Organizator je bio OK Torpedo.
- Na Svjetskom prvenstvu u preciznoj orijentaciji održanom u Francuskoj Ivo Tišljar osvaja pojedinačnu broncu u disciplini preO
- Na Svjetskom juniorskom prvenstvu u Poljskoj (Rumia-Wejherowo) nastupili su za Hrvatsku Matija Razum, Ivor Mikulčić, Matej Štambuk i Mario Štambuk. Voditelj reprezentacije bio je Karlo Gobec.
- Osnovan je OK Sova

2010.
- Na Svjetskom prvenstvu u preciznoj orijentaciji održanom u Norveškoj (Trondheim ) Hrvatska osvaja ekipnu broncu. Reprezentaciju su sačinjavali: Zdenko Horjan Ivica Bertol, Jasminka Cindrić Perković, Dalibor Perković i Ivo Tišljar.
- Na Svjetskom prvenstvu u orijentacijskom trčanju održanom u Norveškoj (Trondheim) matjaž Štanfel se plasirao u A finale srednjih staza (42.mjesto)
- Na Europskom prvenstvu u preciznoj orijentaciji u Švedskoj ekipnu srebrnu medalju osvajaju Ivica Bertol i Zdenko Horjan. Reprezentaciju su sačinjavali: Zdenko Horjan, Ivica Bertol, Jasminka Cindrić Perković, Dalibor Perković, Ivana Gobec, Damir Gobec i Ivo Tišljar.
- Na Svjetskom juniorskom prvenstvu u Danskoj (Aalborg) nastupili su za Hrvatsku Matija Razum, Ivor Mikulčić i Mario Štambuk.

2009.
- Na Svjetskom prvenstvu u preciznoj orijentaciji održanom u Mađarskoj (Miskolc) Zdenko Horjan osvaja ponovno srebrnu medalju za Hrvatsku na IOF natjecanjima. Za Hrvatsku su nastupali Jasminka Cindrić Perković, Dalibor Perković, Ivo Tišljar i Zdenko Horjan. Direktor i voditelj reprezentacije bio je Damir Gobec.
- Na Svjetskom prvenstvu u orijentacijskom trčanju održanom u Mađarskoj (Miskolc) za Hrvastku su nastupali: Antonija Orlić, Vinka Kvočić, Ivana Gobec, Edi Ocvirk, Damir Gobec, Matjaž Štanfel, Vedran Bijelić
- Na Svjetskom juniorskom prvenstvu u Italiji (Primiero) nastupili su za Hrvatsku Matija Razum, Andrej Šubat i Mario Štambuk.

2008.
- Na Svjetskom prvenstvu u preciznoj orijentaciji održanom u Češkoj (Olomouc) Zdenko Horjan osvaja srebro, prvu povijesnu medalju za Hrvatsku na IOF natjecanjima. Srebrnu medalju osvojio je u kategoriji paralimpik. Reprezentaciju su sačinjavali Zdenko Horjan, Dalibor Perković, Jasminka Cindrić Perković i Ivana Gobec. Voditelj reprezentacije bio je Damir Gobec
- Na Svjetskom juniorskom prvenstvu u Švedskoj (Goteborg) za Hrvatsku je nastupao Matjaž Štanfel - duge staze 76.mj; sprint 60.mj

2007.
- Savez mijenja ime u Hrvatski orijentacijski savez
- U Hrvatskoj je organiziran Alpe Jadran kup na Plitvičkim jezerima
- U Hrvatskoj je organizirano 40. Svjetsko vojno prvenstvo u orijentacijskom trčanju na terenima Ključić brda. Glavni organizator je bio Karlo Gobec.
- 09.11. HOO prihvaća promjenu nositelja sporta te su mjerodavnosti s HPS-a prenesene na HOS
- 27.12. HOO je primio HOS u punopravno članstvo
- Juniorsko svjetsko prvenstvo održano je u Australiji. Hrvatska po prvi puta nije imala svog predstavnika na prvenstvu.

2006.
- Osnovani su OK Kapela i OK Japetić
- Održan MTB-O trening kamp na Lošinju
- Na sjednici izvršnog odbora novog Saveza predložene su izmjene u sustavu natjecanja i usaglašavanje s IOF-ovom podjelom disciplina. Usvojena je nomenklatura disciplina: sprint, srednje staze i duge staze (bivša klasika). Ukidaju se kratke staze sa sustavom kvalifikacija, a bivše duge staze sada se zovu ultra duge staze i spadaju pod opciju ostalih dužina staza.
- 04.03.2006. na Medvednici se održalo natjecanje u skijaškoj orijentaciji. Organizator je Savez gorskih vodiča Hrvatske, a postavljači su Marija i Željko Gobec. Za natjecanje nije korištena IOF standardizacija simbola na kartama za skijaško trčanje već klasična orijentacijska karta Medvednice
- Krenula hrvatsko-slovenska liga u preciznoj orijentaciji
- Krenula hrvatsko-slovenska liga u MTB orijentaciji
- OK Vihor u suradnji s DM-om organizirao cijeli niz dječjih utrka na deset lokacija (Sisak, Varaždin, Osijek, Zadar, Dubrovnik, Rijeka, Pula, Slavonski Brod, Zagreb i Split) na kojima je startalo sveukupno više od 2000 djece
- Na juniorskom SP u Druskininkai u Litvi sudjelovala je reprezentacija Hrvatskog planinarskog saveza (Luka Rešetar, Leon Jurčić, Tena Sakar, Nikolina Stepan, Anamarija Tusić) dok su hrvatski juniori učlanjeni u Hrvatski saveza za orijentacijsko trčanje morali ostati kod kuće. Također se ista situacija dogodila i sa Svjetskim prvenstvom u preciznoj oriejntaciji koje se održavalo u Finskoj i Europskim juniorskim prvenstvom (EYOC) u Sloveniji
- Od 28.08. – 31.08. i od 07. – 08.10. u Olimpijskom centru Bjelolasica održali su se seminari iz orijentacije u organizaciji Zavoda za školstvo Republike Hrvatske. Dvodnevni seminar pohodile su dvije grupe nastavnika tjelesne i zdravstvene kulture iz raznih krajeva Hrvatske. Ukupno 65 profesora TZK i kineziologa odslušalo je niz predavanja Glavni predavač na seminaru bio je Damir Gobec, a u praktičnom dijelu nastave i radu na terenu priključila mu se Nikolina Šantić.

2005.
- 22.12. - Osnovan je Hrvatski savez za orijentacijsko trčanje u prostorijama HOO u Domu sportova u Zagrebu.
- Osnivači saveza su bili: OK Bjelovar, OK Vihor, OK Međimurje, OK Lokve, OK Jelen, OK Maksimir, POK Torpedo, POK Sljeme i OK Ris.
- Na Svjetskom vojnom prvenstvu u Finskoj nastupa i reprezentacija Hrvatske
- Na Svjetskom seniorskom prvenstvu u Japanu (Aichi) za Hrvatsku nastupaju Lino Legac, Vedran Bijelić i Edi Ocvirk. Voditelji reprezentacije su Ivana Gobec i Damir Gobec koji su ujedno sudjelovali i na IOF klinici za crtače orijentacijskih karata
- Na Svjetskom juniorskom prvenstvu u Švicarskoj (Tenero) reprezentaciju Hrvatske vodi izbornik Tomislav Varnica, a natjecatelji su Leon Jurčić, Tomislav Rešetar i Edi Grbac.
- U Banskoj Bistrici u Slovačkoj održano je 3. svjetsko prvenstvo u orijentaciji brdskim biciklima na kojem je prvi puta nastupila izborna vrsta Hrvatske. Boje Hrvatske branili su Vedran Berković, Nenad Lovrec, Petar Strmečki i Karlo Gobec.
- U blizini Rima u Italiji održano je finale Svjetskog kupa u orijentacijskom trčanju. Hrvatsku predstavljaju Damir Klobučarić i Antonija Orlić.
- Drugi nastup Hrvatske na slavnoj fiskoj štafeti "Jukola". Hrvatska je u sastavu Silvio Šafran, Damir miljković, Vladimir Tkalec, Predrag Markulinčić, Eduard Perković, Željko Košćak i Branko Crljenica zauzela 581. mjesto od preko 1000 štafeta

| 581 | 788 | Hrvatska MT           | Hrvatska MT | Hrvatska MT | HRV | 11:57:54 |      |
|     |     | 1 Silvio Šafran       |             |             |     | 1:47:56  | 633. |
|     |     | 2 Damir Miljković     | 1:41:40     | 660.        |     | 3:29:36  | 608. |
|     |     | 3 Vladimir Tkalec     | 2:23:17     | 1035.       |     | 5:52:53  | 781. |
|     |     | 4 Predrag Markulinčić | 1:21:29     | 905.        |     | 7:14:22  | 795. |
|     |     | 5 Eduard Perković     | 1:06:24     | 407.        |     | 8:20:46  | 695. |
|     |     | 6 Željko Koščak       | 1:29:25     | 475.        |     | 9:50:11  | 646. |
|     |     | 7 Branko Crljenica    | 2:07:43     | 472.        |     | 11:57:54 | 581. |

2004.
- U Hrvatskoj je organiziran Alpe jadran kup (Lividraga) u organizaciji OK Ris. Hrvatska je ekipno zauzela drugo mjesto iza Baranje
- Osnovan OK "Lokve"
- Na 90. sastanku KO HPS-a za pročelnika Komisije za orijentaciju izabran je Ivo Tišljar
- Na Europskom prvenstvu u Danskoj (Roskilde) Hrvatsku predstavljaju Lino Legac i Petar Delić
- Na Svjetskom juniorskom prvenstvu u Poljskoj (Gdansk) za Hrvatsku nastupaju Nikolina Stepan i Tena Sakar.
- Vojna reprezentacija Hrvatske nastupa na Svjetskom vojnom prvenstvu u Nizozemskoj (Amersfoort). Za Hrvatsku reprezentaciju nastupaju: Damir Miljković, Eduard Perković, Silvio Šafran, Miroslav Kralj, Predrag Markulinčić, Željko Košćak, Branko Crljenica i Neda Gobec.
- Na povijesnom prvom Svjetskom prvenstvu u preciznoj orijentaciji u Švedskoj (Trail orienteering) nastupila je i Hrvatska sa svojim predstavnikom Ivom Tišljarom koji je osvojio 10. mjesto
- Na seniorskom Svjetskom prvenstvu u orijentacijskom trčanju u Švedskoj za Hrvatsku nastupaju Lino Legac, Damir Miljković i Petar Delić
- Za juniorsku reprezentaciju na juniorskom Europskom kupu u Velikoj Britaniji (London) nastupili su: Tena Sakar, Nikolina Cuković, Nikolina Stepan, Mirna Jasprica, Ivor Jelić i Marin Štefanac. Reprezentaciju su vodili Tomislav Varnica i Damir Gobec

2003.
- Uveden niz natjecanja koja će se bodovati za "Štafetni Kup Hrvatske" i "Hrvatski Park Kup".
- Za Kup Hrvatske se boduju samo 6 natjecanja.
- Hrvatska juniorska reprezentacija u orijentacijskom trčanju nastupila je na Svjetskom juniorskom prvenstvu u Estoniji (Polva). Sastav reprezentacije bio je sljedeći: Vedran Bjelić, Marin Štefanac, Andrej Barić, Nikolina Cuković, Vinka Kvočić, Linda Štimac, a voditelji reprezentacije bili su Damir Gobec i Tomislav Varnica
- Juniorska reprezentacija Hrvatske nastupila je na Juniorskom Europskom kupu u Bad Harzburgu u Njemačkoj. Voditelj reprezentacije bio je Damir Gobec.

2002.
- Za pročelnika Komisije izabran Zvonko Muža.
- Norveški klub NTHI održao trening kamp od 14. do 18. ožujka na području Rijeke i Gorskog kotara.
- Finska B-reprezentacija održala pripreme u Hrvatskoj od 24. do 31. ožujka.
- U travnju su u Brnu- Češkoj, tečaj za IOF-savjetnika (kontrolora natjecanja) završili Tomislav Kaniški, Neda Gobec i Karlo Gobec. Uz Ivu Tišljara, Hrvatska raspolaže s 4 IOF-savjetnika za organizaciju natjecanja za svjetsku ranglistu.
- Neda i Karlo Gobec nadgledali su organizaciju vojnog SP u Austriji u svojstvu tehničkog savjetnika.
- Svibanj, kod Furstenfelda- Austrija, izborna vrsta Hrvatske Tihomir Salopek, Petar Delić, Lino Legac, Tomislav Kaniški, Martina Bedeković, Nikolina Rukavina, Sanja Hak, veterani Darko Merunka i Dunja Uroić, juniori Nikolina Cuković i Matija Čepelak, je nastupila na Alpe-Jadran Kupu. Osvojeno je 2. mjesto u ukupnom poretku.
- Od 28. do 30. lipnja seniorska izborna vrsta je organizirala trening kamp u Crnom Lugu i Delnicama sa smještajem u Tuku.
- Juniorska izborna vrsta nastupila je na SP u Španjolskoj (Alicante) od 07. do 14. srpnja. Nastupili su Nikolina Cuković, Ana Ješovnik i Petar Delić. Najbolje rezultate postigao je Petar Delić plasiravši se na 44. mjesto u A-finalu kartkih staza i 57. mjesto na klasici. Nikolina Cuković i Ana Ješovnik su bile manje uspješne i plasirale su se na 27. (Ana) i 56. (Nikolina) mjesto u B-finalu kratkih staza, te na 80. (Nikolina) i 90. (Ana) mjesto u klasici.
- Damir Gobec je izabran za voditelja juniorske izborne vrste u periodu 2003-2005. godine.
- Pokrenuta inicijativa za osnivanje Orijentacijskog saveza.
- Nagradu "Fair-play" za traženje ispravka rezultata na svoju štetu zaslužili su članovi HPD Japetića.

2001.
- U siječnju je Tihomir Salopek podnio ostavku na mjesto selektora seniorske izborne vrste. Za novog seniorskog voditelja (selektor, vođa puta i direktor izborne vrste) izabrana je Dunja Uroić, a za voditelja juniora Sonja Muštra.
- "Vihor Park Kup" prerastao u "Alpe Jadran Park Kup". U suradnji s klubovima u Sloveniji organizirano je 8 natjecanja.
- Uvodi se Prvenstvo Hrvatske u sprintu. Prvo prvenstvo je organizirano u Delnicama.
- A- izborna vrsta Finske u Delnicama i Stubičkim Toplicama provela desetak dana na pripremama. Pripreme su organizirali Neda i Karlo Gobec.
- Ožujak/travanj- izborna vrsta Hrvatske nastupila je na Spring Cupu u Danskoj. Sastav: Tihomir Salopek (42.mj.), Tomislav Kaniški (138.mj.), Edi Ocvirk (164.mj.), Perica Delić (30. M20E), Ana Ješovnik (138.mj.), Sonja Muštra (trčala samo štafetu), Eva Ocvirk (150.mj.) i Dunja Uroić (145.mj.).
- U svibnju na kvalifikacijskom natjecanju PWT-a u Pardubicama, Češkoj za Hrvatsku izbornu vrst sudjeluju
- Tihomir Salopek (10.mj.), Petar Delić (18.mj.), Edi Ocvirk (24.mj.), Damir Gobec (26.mj.) i Ivana Stošić (10.mj.)- svi B-finale. Kroz sedam natjecanja ove godine PWT za nagrade dodjeljuje 600 000 Švedskih kruna (oko 500 000 kuna).
- Svjetsko prvenstvo za juniore se održalo od 09-15.07. kod Miškolca, Mađarska. Juniorska izborna vrsta nastupila je bez voditelja u sastavu: Adem Alajbegović, Petar Delić, Dragan Antunović, Damir Klobučarić, Vedran Bijelić, Ana Ješovnik, Sanja Hak i Nikolina Cuković. Na kratkim stazama je Dragan Antunović postigao najbolji rezultat plasmanom u B-finale (33.mj.), a s 45 sek. manjim vremenom bi ušao u A-finale. Ana Ješovnik je također nastupila u B-finalu kod žena te zauzela 24. mjesto. Na klasičnoj stazi najbolji Petar Delić (85.mj) i Ana Ješovnik (84.mj).
- Od 28.07. do 04.08. je održano Svjetsko prvenstvo u Finskoj. Najvažniji rezultati su 26. mjesto Tihomira Salopeka u sprintu i plasman Patra Delića u finale Svjetskog prvenstva, što je prvo finale hrvatskih natjecatelja kroz sustav kvalifikacija na svjetskim prvenstvima.
- Ponovno osnovana orijentacijska sekcija PDS Velebit.
- Za Kup Hrvatske se bodovalo 11 natjecanja.
- U listopadu, nakon 5 beta verzija, prihvaćen Disciplinski pravilnik, na koji je radna skupina Irma Huić, Davor Čapeta i Damir Mareković pripremala dvije godine.
- Nagradu "Fair-play" s za svoju nesebičnu pomoć natjecateljici koja je pala u nesvijest na natjecanju u Rijeci zaslužili su dr. Bojana Čorić i Damir Miljković.
- 15. prosinca osnovan Orijentacijski klub "Vihor"- sljedbenik 1969. osnovanog HPD "Vihor".

2000.
- 12. veljače 2000. osnovan Planinarsko orijentacijski klub "Ris" u Delnicama.
- 19. veljače 2000. osnovana sekcija za orijentaciju HPD "Sokolovac" - Požega.
- Za izbornika seniora izabran Tihomir Salopek.
- Prema uzoru na Svjetski park Kup HPD Vihor i Damir Gobec kao nositelj, organizirali su sedam natjecanja za "Vihor Park Kup". Na natjecanju u Jastrebarskom je pomogao POK Jelen, dok je natjecanje u Delnicama organizirao OK Ris. Vihor je te godine samostalno organizirao šest natjecanja !
- Održan kongresu IOF-a u Leibnitzu, Austriji: Službeni predstavnik Hrvatske bio je Damir Gobec.
- Na vojnom SP u Norveškoj Neda Punek-Gobec izabrana za tajnika i zamjenika predsjednika Stalne tehničke komisije za orijentacijsko trčanje Međunarodnog vijeća za vojni sport.
- Edi i Eva Ocvirk osvojili treće mjesto u disciplini mješovitih parova na SP u orijentacijskom maratonu.
- Provedeno školovanje za kontrolore natjecanja. Predavanja su održana tijekom dva vikenda u lipnju. Pismeni ispiti su se održali u srpnju i u studenom. Položilo je 10 polaznika.
- Na Svjetskom Kupu u Portugalu nastupili su Ivana Stošić i Damir Gobec.
- 8 natjecanja se bodovalo za Kup Hrvatske.
- održan "1. Zagreb Open" sa startom na Trgu Bana Josipa Jelačića, a natjecanje je otvorio gradonačelnik Milan Bandić

1999.
- 30. siječnja za Zamjenika pročelnika KO izabran Karlo Gobec.
- Za sudsko vijeće za '99 i '00 (što se produžilo do 2001.) određeni su Ivo Tišljar (Glavni sudac), Tomislav Kaniški (prvi zamjenik), Ivan Hapač (drugi zamjenik), Damir Gobec, Neda Gobec, Dunja Uroić, Stipe Lukač i Senka Gros.
- Za Glavno vijeće kontrolora su izabrani Karlo Gobec (predsjednik), Ivo Tišljar i Tomislav Kaniški.
- Juniorska izborna vrsta sudjelovala je pod vodstvom Damira Gobeca na Svjetskom prvenstvu u Bugarskoj.
- U Zagrebu je održano 32. Vojno svjetsko prvenstvo u orijentacijskom trčanju. Na natjecanju je bilo 290 sudionika (171+48 natjecatelja). Osnovnu organizacijsku strukturu su činile 123 osobe, od toga 20 volontera iz Hrvatskih orijentacijskih klubova.
- 14. prosinca u Bjelovaru osnovan orijentacijski klub "Bjelovar".

1998.
- Uvedena kategorija M55
- Radna skupina u sastavu Neda Gobec, Tomislav Kaniški, Ivo Tišljar, Dunja Uroić pod vodstvom Karla Gobeca izradila Prijedlog novog Pravilnika za natjecanjima
- Od 03. do 10.05. organizirano je Europsko vojno prvenstvo sa smještajem u Jastrebarskom. Nastupile su izborne vrste 17 država (109 natjecatelja i 32 natjecateljice). Ukupno je u organizaciji sudjelovalo 150 osoba. Za natjecanja su izrađene dvije nove karte: Delnice (1:15000) i Zaprešić (1:10000 i 1:15000).
- Prvi dan pojedinačnog natjecanja održan je u Zaprešiću, a finale u Delnicama. Za štafetu se koristilo istočni dio karte Zaprešića.
- Juniorska reprezentacija nastupila je u srpnju na SP u Francuskoj pod vodstvom Damira Gobeca i Sabine Seražin. Najbolje rezultate su ostvarili Petar Delić, 80.mj. Lino Legac 90.mj. i Daniel Fabijanić 96. mjesto i Ana Ješovnik 84. mjestom - svi u A-finalu klasike.
- Na Alpe Jadran Kupu, koji je održan u rujnu u Mezzanu, Italiji, najbolje rerzultate su ostvarili: Tihomir Salopek 2.mj.; Dunja Uroić, 3.mj. i Ana Ješovnik 2. mjestom kod juniorki.

1997.
- Za sudsko vijeće za '97 i '98 određeni su Ivo Tišljar (Glavni sudac), Karlo Gobec (prvi zamjenik), Ivan Hapač (drugi zamjenik), Damir Gobec, Tomislav Kaniški, Dinko Mihelčić, Neda Punek i Dunja Uroić.
- Uvedena je kategorija M21E "Elita" kod seniora.
- 12. travnja održan prvi sastanak Vijeća kontrolora. Tijekom godine provedeno školovanje kontrolora sa završnim ispitima 24.01.1998. Ukupno je za kontrolore raznih razina položilo 28 osoba.
- U Hrvatskoj od 03. do 06.07. održan 7. Pokal Alpe-Jadran. Reprezentacija je nastupila u sastavu: Tihomir Salopek, Ivo Tišljar, Edi Ocvirk i Darko Merunka, Dunja Uroić, Eva Meštrović i Neda Punek. Za štafete su osim toga nastupali Ivan Marchiotti, Petar Stmečki, Karlo Gobec, Mario Nimac, Marina Šojat, Ivana Stošić i Martina Bedeković. Pobjeda hrvatske ženske seniorske štafete najbolji je dio nastupa reprezentacije na ovom natjecanju.
- Na Regionalnom vojnom prvenstvu u Ilirskoj Bistrici, Slovenija Tihomir Salopek je osvojio prvo mjesto na klasičnoj stazi.
- Pod vodstvom Nede Punek i Karla Gobeca u Zagrebu je održan međunarodni seminar iz metodike treninga za žene pripadnike oružanih snaga. Sudjelovale su natjecateljice iz Švedske, Slovenije i Hrvatske.
- Seniorska izborna vrsta sudjelovala je u kolovozu na Svjetskom prvenstvu u Grimstadu, Norveškoj. Izborna vrsta je nastupila u sljedećem sastavu: Martina Bedeković, Eva Meštrović, Neda Punek, Dunja Uroić, Tomislav Kaniški (selektor i voditelj reprezentacije), Edi Ocvirk, Ivo Tišljar, Tihomir Salopek i Karlo Gobec kao trener. Sportski dio projekta je zadovoljio samo u poboljšanju rezultata muške štafete.
- Tijekom godine se 9 (+1 rezervno) natjecanje bodovalo za Kup Hrvatske.

1996.
- Za izbornika studentske reprezentacije za SP u Veszpremu, Mađarskoj određen Tihomir Salopek. Nakon kvalifikacija određena je reprezentacija: Eva Meštrović, Tihomir Salopek, Damir Gobec, Goran Švračić i Edi Ocvirk.
- Za selektora seniorske izborne vrste izabran je Tomislav Kaniški s mandatom do završetka SP'99 u Škotskoj. Za direktora je određen Ivan Marchiotti, a za trenera Karlo Gobec.
- Tomislav Kaniški i Karlo Gobec sudjelovali su na međunarodnom tečaju za crtače karata u organizaciji Švicarskih OS.
- Hrvatska je listopadu bila organizator Regionalnog vojnog prvenstva u orijentacijskom trčanju, na kojem je sudjelovalo 13 država: 81 natjecatelj i 19 natjecateljica, a među njima i najbolji svjetski orijentacisti iz Švicarske i Češke. Glavni organizator je bio Karlo Gobec. Natjecanje je održano na novim kartama "Rovinj" i "Svetvinčenat". Najbolje rezultate su ostvarili Tihomir Salopek 3.mj. na klasici, Neda Punek 4.mj. na kratkoj stazi, muška štafeta (Damir Gobec, Edi Ocvirk, Tihomir Salopek) 5. mj. od 24. štafete i ženska štafeta (Neda Punek, Saša Glagolić, Marina Šojat) 3. mjesto od 5 štafeta.
- Hrvatska po prvi puta ima štafetu na jednom od najvećih svjetskih natjecanja finskoj "Jukoli". Štafeta je osvojila 401. mjesto u onkurenciji 1046 štafeta u sastavu: Karlo Gobec, Ivo Tišljar, Dinko Mihelčić, Edi Ocvirk, Goran Švračić, Damir Gobec i Tihomir Salopek.

| 964 | CISM-Hrvatska | CISM-Hrvatska     | CISM-Hrvatska | HRV  | 10:27:05 |          |      |
|     |               | 1 Karlo Gobec     |               |      |          | 1:43:48  | 775. |
|     |               | 2 Ivo Tišljar     | 1:55:59       | 603. |          | 3:39:47  | 679. |
|     |               | 3 Damir Gobec     | 1:10:56       | 190. |          | 4:50:43  | 499. |
|     |               | 4 Goran Švračić   | 56:20         | 265. |          | 5:47:03  | 454. |
|     |               | 5 Edi Ocvirk      | 57:52         | 316. |          | 6:44:55  | 408. |
|     |               | 6 Dinko Mihelčić  | 1:41:39       | 587. |          | 8:26:34  | 428. |
|     |               | 7 Tihomir Salopek | 2:00:31       | 334. |          | 10:27:05 | 401. |

- 15.12. u Zagrebu osnovan POK "Sljeme".

1995.
Za suce na natjecanjima su izabrani: Ivan Hapač glavni sudac, Karlo Gobec pomoćnik gl. suca, Stjepan Posavec pomoćnik gl. suca, Ivo Tišljar, Tomislav Kaniški, Dinko Mihelčić, Franjo Kresojević i Neda Punek.
Pravo nastupa u eliti su prema odluci KO ostvarili: Tihomir Salopek (Sljeme), Tomislav Kaniški (Maksimir), Ivo Tišljar (Maksimir), Ivan Marchiotti (Maksimir), Damir Gobec (Vihor), Nenad Lovrec (Maksimir), Ivica Lukačić (Maksimir), Darko Merunka (Maksimir), Karlo Gobec (Vihor), Dinko Mihelčić (Runolist), Dunja Uroić (Maksimir), Neda Punek (Vihor), Goran Švračić (Vihor), Martina Bedeković (Kapela), Sabina Seražin (Sljeme)
Juniorska izborna vrsta nastupila od 07. do 12.07. na SP u Horsensu, Danskoj. sastav izborne vrste: Damir Gobec i Sasbina Seražin (voditelji), Goran Švračić, Eduard Perković, Edi Ocvirk, Kristian Korper i Mario Nimac. Najbolji rezultat je ostvario Goran Švračić 90. mjestom na kratkoj stazi i 101. mjestom u klasici.
Seniori su nastupili na 16. Svjetskom prvenstvu u Detmoldu, Njemačkoj u sastavu Ivan Marchiotti (direktor reprezentacije i natjecatelj, 66.KL kvalifikacije grupa 2, ? KS), Tihomir Salopek (51.KL grupa 1, 17.KS grupa 2), Tomislav Kaniški (36.KL grupa 1, 22.KS grupa 4.) Dunja Uroić (40.KL grupa 1, 40.KS grupa 1) Martina Bedeković (56. grupa 2, ? KS). S kvalifikacija klasike iz dvije grupe su prvih 30 prošli u finale, a na kratkim stazama iz četiri grupe po prvih 15. Tihomir Salopek je skoro ušao u A-finale kratkih staza imao je 1.48 min previše. Dunja Uroić je trčala u muškoj štafeti- koja je na kraju bila bolja od Slovenske štafete i još nekih drugih....
Na vojnom SP u Finskoj Neda Punek izabrana za člana Stalne tehničke komisije za orijentacijsko trčanje Međunarodnog vijeća za vojni šport (CISM).
Tijekom godine održano je u Hrvatskoj 18 natjecanja, od kojih se 9 bodovalo za Kup Hrvatske.
Uvodi se Silva Challenge Trophy - nagrada za najboljeg Hrvatskog juniora. U Sloveniji je ista nagrada namijenjena najboljem organizatoru.
1994.
Na 4. sjednici KOHPS koja je trajala dva dana, 22. i 23.01. doneseni: Poslovnik o radu KO, Pravilnik za natjecanja, Pravilnik za državna prvenstva, Pravilnik za bodovanje za KH, Pravilnik o radu Sudskog vijeća i Upute za kontrolore. Uvedeni su obavezni kontrolori na domaćim natjecanjima. Za kontrolore su određeni: Damir Gobec, Karlo Gobec, Neda Punek (Vihor), Čedomil Gros, Franjo Kresojević, Ivan Hapač, Tihomir Salopek (Sljeme), Ivan Marchiotti, Tomislav Kaniški, Nenad Lovrec, Ivo Tišljar, Dunja Uroić (Maksimir), Stjepan Posavec (Kapela), Alen Tadijanić (Rijeka), Dinko Mihelčić (Runolist). Tomislav Kaniški se određuje za koordinatora Kupa Alpe Adria kao predstavnik Hrvatske.
Članovi KO s pravom glasa su HPD Japetić, HPD Kapela, POK Maksimir, POK Rijeka, HPD Runolist, PD HPT Sljeme, HPD Torpedo i HPD Vihor.
Tijekom godine se 8 natjecanja bodovalo za Kup Hrvatske.
U Samoboru održano prvo prvenstvo HV u orijentacijskom trčanju. Orijentacijsko trčanje time postaje sport s najdužom tradicijom u oružanim snagama RH. Pobjednici su bili Dinko Mihelčić i Emilija Ebenspanger.
Za selektora juniorske reprezentacije izabran je Damir Gobec, a za trenera Tomislav Kaniški. Za voditelja seniorske reprezentacije na natjecanja za Svjetski kup prihvaćen je Ivan Marchiotti. Za natjecanja u Njemačkoj i Češkoj odredio je Ivana Marchiottija, Tomislava Kaniškog, Ivu Tišljara, Tihomira Salopeka i Damira Gobeca. Zbog organizacijskih problema nije došlo do nastupa.
08. lipnja u Jastrebarskom osnovan Planinarsko orijentacijski klub Jelen.
U srpnju je organiziran 4. Alpe Jadran Kupu u Stinatzu, Austriji. Sastav izborne vrste: Damir Gobec (27.mj.), Karlo Gobec (30.mj.), Tomislav Kaniški (4.mj.), Ivica Lukačić (21.mj.), Martina Bedeković (15.mj.), Neda Punek (5.mj.) i Dunja Uroić (4.mj.). Za štafete su još trčali Tihomir Salopek, Dinko Mihelčić, Goran Švračić, Darko Merunka, Sabina Seražin i Mea Bombardelli. U štafeti su seniorke osvojile prvo mjesto, dok su seniori bili drugi. U ukupnom poretku Hrvatska je iza Štajerske zauzela drugo mjesto.
Na Svjetskom vojnom prvenstvu u Poljskoj izborna vrsta je nastupila u sastavu:
Za suce su izabrani: Ivan Hapač (glavni sudac), Karlo Gobec (pomoćnik glavnog suca), Stjepan Posavec (pomoćnik), Ivo Tišljar, Tomislav Kaniški, Dinko Mihelčić, Franjo Kresojević i Neda Punek.
HOD "Antun Mihanović" dobio rješenje o upisu u registar udruženja građana.
Na kongresu IOF-a u Varni, Bugarskoj za novog predsjednika IOF-a izabrana Sue Harvey iz Velike Britanije.
1993.
Željko Gobec dobio nagradu grada Zagreba za razvoj športa, posebno na polju planinarstva i orijentacijskog trčanja.
08.02. Za trenere/ selektore izbornih vrsta su izabrani: Ivan Marchiotti (seniori), Petar Strmečki (seniorke) i Karlo Gobec (juniori). Na istoj sjednici KOHPS donesena je odluka o sonivanju Saveza za orijentacijsko trčanje, a za predsjednika Hrvatskog saveza predložen je Darko Sakar, a za Zagrebački savez Tomislav Kaniški. Na idućoj sjednici 03. travnja Darko Sakar je trebao iznesti izvješće o pripremama za Osnivačku sjednicu. Međutim na idućoj sjednici, koja je trebala biti zadnja, došlo je do izglasavanja nepovjerenje čeitri društva (Maksimir, Sljeme, Kapela i Rijeka) pročelniku KO Željku Gobecu koji je 14. travnja podnio ostavku.
Od 5. do 9. travnja 1993. u organizaciji Ministarstva kulture i prosvjete- zavoda za školstvo održao se seminar upoznavanja s orijentacijskim trčanjem za profesore tjelesne i zdravstvene kulture kod planinarskog doma Runolist na Sljemenu. Predavači su Neda Punek i Karlo Gobec. Predavanjima je prisustvovalo pet grupa po oko 40 profesora.
30.06. za Pročelnika Komisije izabran Ivan Hapač.
Juniorska reprezentacija u sastavu Martina Bedeković, Saša Glagolić, Eva Meštrović, Kristian Korper, Eduard Perković i Tihomir Salopek pod vodstvom Damira Gobeca i Nede Punek nastupila na SP u Italiji.
Izborna vrsta Zagreba nastupila je od 18-19.09.u sastavu Ivo Tišljar, Tomislav Kaniški, Tihomir Salopek, Damir Gobec, Ivan Marchiotti, Dunja Uroić, Eva Meštrović i Neda Punek, te juniori: Eduard Perković, Ivan Punek, Kristian Korper, Martina Bedeković, Saša Glagolić i Vida Posavec na Kupu Velesajamskih gradova kod Budimpešte, Mađarska.
26.07 - 01.08. Izborna vrsta Hrvatske vojske u Madžarskoj prvi puta nastupila na Svjetskom vojnom prvenstvu. sastav: Neda Punek, Emilija Ebenspanger, Karlo Gobec, Dinko Mihelčić, Krašimir Žagar, Dražen Senfner, Damir Gobec
Željko Gobec imenovan je u Vijeće za šport gradskog poglavarstva Zagreba.
Od 04. do 14.10. izborna vrsta je nastupila na SP u West Pointu- SAD-u u sastavu: Ivan Marchiotti (direktor reprezentacije i natjecatelj, 50. KS- C finale), Karlo Gobec (trener, 47. KS- C-finale), Ivo Tišljar (67.KL i 41.KS- C finale), Tomislav Kaniški (31.KS- C finale), Damir Gobec (38.KS- C finale), Neda Punek (79.KL i 53.KS- B finale) i Martina Bedeković (59.KS- B finale). Muška štafeta plasirala se na 29. mjesto. Nijedan se naš natjecatelj nije posebno istaknuo.
Otvoreno prvenstvo Sljemena se unatoč 30 cm snijega priznalo kao regularno za Kup Hrvatske.
1992.
17. siječnja 1992. Hrvatska primljena u Međunarodni Olimpijski odbor.
21. veljače upućena IOF-u zamolba za učlanjenje.
23.02. održano školsko natjecanje "Lisina '92" za orijentaciste grada Rijeke. U orijentacijske škole PD Torpeda i POK Rijeke prijavilo se po oko 30 orijentacista.
23. travnja održano dvodnevno natjecanje 1. Pokal Gorskog Zdruga u organizaciji Gorskog Zdruga, na inicijativu Petra Strmečkog.
U svibnju je na sjednici Vijeća IOF-a u Helsinkiju Hrvatska prihvaćena kao pridruženi član IOF-a sa svim pravima punopravnog člana.
Lipanj, Jugoslaviji zabranjeni nastupi na svim međunarodnim IOF natjecanjima, temeljem odluke Ujedinjenih naroda.
10. srpnja 1992. Hrvatska i Slovenija su primljeni u članstvo Međunarodne federacije za orijentacijsko trčanje (IOF). Zastupnici Hrvatske na kongresu u Švicarskoj bili su Marija i Željko Gobec. Bio je to veliki uspjeh našeg športa koji je medu prvima športovima u Hrvatskoj primljen u stručni međunarodni savez.
Izrađen je Statut Hrvatskog i Zagrebačkog saveza za orijentacijsko trčanje. Predloženi su kandidati za predsjednike i tajnike: Darko Sakar za predsjednika Hrvatskog saveza, Željko Gobec za tajnika, Tomislav Kaniški za predsjednika Zagrebačkog saveza i Karlo Gobec za tajnika.
Prvi puta se organizira prvenstvo Hrvatske na kratkim stazama i u štafeti.
U srpnju održan 2. Alpe - Jadran Kup u Slovenj Gradecu, Sloveniji.
Prvi službeni nastup izborne vrste Hrvatske, na Svjetskom prvenstvu za juniore u Jyvaskyli u Finskoj. Voditelji su Karlo i Neda Gobec, a natjecatelji Eva Meštrović, Tihomir Salopek, Nikola Pajčin i Damir Gobec.
Prvi nastup seniorske izborne vrste Hrvatske u sastavu Ivo Tišljar, Tihomir Salopek, Tomislav Kaniški, Dunja Uroić, Eva Meštrović i Neda Punek na Svjetskom Kupu 16.08. u Pečuhu- Mađarskoj, 20.08. u Badenu- Austriji i 23.08. u Italiji.
1991.
23. lipnja je natjecanje "Otvoreno prvenstvo Rade Končara" određeno je za prvo Pojedinačno prvenstvo Hrvatske
Željko Gobec podnio ostavku na mjesto predsjednika Komisije za orijentaciju Planinarskog saveza Jugoslavije.
U srpnju Juniorska reprezentacija nastupa u Berlinu- Njemačkoj još za reprezentaciju Jugoslavije, međutim s obilježjima Hrvatske i Hrvatskim trenirkama.
1. Alpe-Jadran Kup održan od 11. do 14. srpnja kod Graza. Petar Strmečki, kao voditelj, izabrao je sljedeće natjecatelje za izbornu vrstu: Tomislav Kaniški, Ivo Tišljar, Nenad Lovrec, Ivo Lukačić, Natalija Smerke, Dunja Uroić, Marina Šojat i juniore Kristijan Korper, Eva Meštrović i Martina Bedeković.
U kolovozu na Svjetskom prvenstvu u Marianskim Laznima, Češkoj odbijeni daljnji nastupi za reprezentaciju Jugoslavije. Naši reprezentativci iako spremni nisu imali pravo nastupa za Hrvatsku jer još nije primljena u članstvo IOF-a.
5. listopada 1991. za domovinskog rata formirana je satnija instruktora 1. gbr. "Gorski Zdrug" u koju su se dobrovoljno javili gotovo svi koji se bave orijentacijskim trčanjem iz Zagreba. Zamjenik zapovjednika, a u studenom, zapovjednik satnije, postaje Željko Gobec.
04.12. Slovenija je uputila IOF-u zamolbu za učlanjenje.
1990.
Neda Punek, Karlo i Damir Gobec sudjeluju na O-ringenu i klinici u Goteburgu- Švedskoj.
Na Fakultetu za fizičku kulturu za instruktore orijentacijskog trčanja su položili Neda Punek, Karlo Gobec i Marinko Aleksić.
16.06. za Predsjednika "Koordinacione Komisije za orijentaciju PSJ" izabran Željko Gobec.
Održano 11 natjecanja za Kup Hrvatske, devet u okolici Zagreba, jedno u Virovitici i jedno u Rijeci.
Za voditelja juniorske reprezentacije Jugoslavije izabran Karlo Gobec.
HPD Vihor osvojio drugi put Kup Jugoslavije ispred POK Maksimira. Pojedinačno najbolji plasman su imali Ivan Marchiotti s 3. mjestom i Karlo Gobec (5. mj.), Ivica Lukačić (7.mj.), Nenad Lovrec (8.mj.), Petar Strmečki (9.mj.) i Ivo Tišljar (13,mj.). Kod žena Dunja Uroić je bila druga, a Neda Punek četvrta Najbolji stariji junior bio je Tomislav Kaniški, a mlađi junior Damir Gobec. Eva Meštrović je bila najbolja juniorka.
Od 16. do 18.11. IOF je u suradnji sa ZOS održao tečaj za crtače O-karata u Igu kod Ljubljane. Predavanja je držao Zdenek Lenhart iz Češke. Iz Hrvatske su sudjelovali Danko Novogradec, Karlo Gobec, Krešimir Žagar (Vihor)
24.11. je za Pročelnika Komisije za orijentacijsko trčanje HPS izabran Željko Gobec. Provedena je kategorizacija orijentacijskog trčanja na razini Hrvatskog i Zagrebačkog športskog saveza.
Od 07. do 09.12. IOF i OZ Slovenije organizirali su tečaj za postavljače staza. Voditelj je bio Wolfgang Potsch iz Austrije. Iz Hrvatske su sudjelovali Goran Škugor, Zdenko Škiljan (Končar) Neda Punek i Karlo Gobec (Vihor).
1989.
Siječanj, za Predsjednika "Koordinacione Komisije za orijentaciju PSJ" izabran Ivan Marchiotti.
15. travnja održano noćno O-natjecanje "Trofej Našica". Pod ovim se nazivom ovo malo poznato natjecanje održavalo 22 puta, a kao noćno je ovo bilo dvadeseti put.
Od 05. do 09. 05. reprezentacija Zagreba je u Brnu- Češkoj, sudjelovala na Kupu Velesajamskih gradova. Pod vodstvo Željka Gobeca, tajnika Planinarskog saveza Zagreba za Zagreb su nastupili na stazi dugoj 15.7 km: 22. Ivan Marchiotti (trener) 96.29; 24. Tomislav Kaniški 98.37; Darko Raškaj 116.40; 29. Karlo Gobec 121.16; žene su imale stazu dužine 8900m, 12KT: 11. Dunja Uroić 66.59; 13. Natalija Smerke 68.25; 19. Neda Punek 91.02; juniori 9600m, 14 KT: 20. Damir Gobec 76.25; 21. Viktorio Miković 107.01; 22. Siniša Mareković 125.32. Sudjelovale su reprezentacije Budimpešte- Mađarska, Leipziga- DDR, Poznan- Poljska, Plovdiv- Bugarska, Brno- Češka i Zagreb kao gost domaćina.
Od 31. svibnja do 4. lipnja je u Rovinju održan 7. Europski festival sportske rekreacije. U sklopu ove manifestacije na kojoj je sudjelovalo nekoliko tisuća osoba iz Europe održano je (vjerojatno prvo u Hrvatskoj) trodnevno natjecanje u orijentaciji. Na, po broju učesnika, malom natjecanju su sudjelovali natjecatelji iz Švedske, Austrije, Norveške, Danske i Hrvatske. Glavni organizator je bio Željko Gobec, a postavljači Evelyn Kraintz i Karlo Gobec. Za ovo natjecanje Nenad Lovrec je napravio novu O-kartu "Rovinj".
Natjecanje Vugrovec '89 određeno kao 1. prvenstvo Jugoslavije. Dosadašnja neslužbena prvenstva su se nazivala "Kup Jugoslavije".
Na trening taboru u Virovitici sudjeluje 45 polaznika, 28 iz Hrvatske.
Na neslužbenom juniorskom SP u Kufsteinu- Austriji pod vodstvom Zorana Krivokapića nastupili su i natjecatelji iz Hrvatske Sandra Lukić (79.mj. od 81.); Tomislav Kaniški (80.mj.) i Damir Gobec (83.mj. od 85.).
SP održano u Švedskoj. Iz Hrvatske nastupali Ivan Marchiotti (voditelj i natjecatelj) ,,..
Održano 12 natjecanja za Kup Hrvatske.
1988.
Dovršena karta "Stubičke Toplice" koja obuhvaća površinu od 13km2 i time je bila najveća karta u Jugoslaviji.
Licencu za nastupe na natjecanjima za Svjetski Kup su dobili hrvatski natjecatelji Ivo Tišljar, Nenad Lovrec, Dunja Uroić i Natalija Smerke.
Održano 12 natjecanja za Kup Hrvatske.
U ligi Jugoslavije u momčadskom bodovanju PD Vihor osvojio je drugo, a POK Maksimir treće mjesto. Prva mjesta pojedinačno osvojili su Dunja Uroić (seniorke), Željko Gobec (M43), Tomislav Kaniški (M18), Damir Gobec (M16) i Emilija Ebenspanger (Ž35).
1987.
Za predsjednika Komisije za orijentaciju izabran Ivan Marchiotti.
Tromeč između izbornih vrsti Austrije- Italije i Jugoslavije, ujedno i Kup Jugoslavije - neslužbeno prv. Jugoslavije, održano u Ivanić-Gradu.
Organizirano 15 natjecanja za Kup Hrvatske.
Prve karte za orijentacijsko trčanje napravljene pomoću računala
1986.
U prostorijama PSH su 15. ožujka, te u osnovnoj školi u Jakovlju je 17. svibnja organizirani sastanci na temu "Stanje u orijentaciji, mogućnosti i pravci njenog razvoja". - Skup je organizirala KO PSH-a, a sudjelovali su predstavnici 14 društva s području Jugoslavije. Rasprava se uglavnom vodila o problemima rada koordinacione komisije za orijentaciju PSJ. Naglašeno je da skup ne radi na stvaranju novog saveza.
U tijeku godine prvi puta organiziran Svjetski kup. Pobjednici su bili Kent Olsson, Švedska i Ellen Sofie Olsvik, Norveška.
Od 31.10. do 02.11. Održan seminar za natjecatelje u okviru Ture O-Ringena pod vodstvom Per Nordahla, te pobjednika svjetskog kupa Kent Olssona. Zadnjeg dana su svi učestvovali na Ačkovom Kupu na karti "Jakovlje".
Tura O-Ringen je putovanje promidžbenog karaktera švedskih vrhunskih natjecatelja. Natjecatelji s autobusom prolaze kroz razna mjesta gdje sudjeluju na oglednim natjecanjima- treninzima s domaćim natjecateljima i održavaju seminare. Također pomažu orijentacijski nerazvijene područja s opremom.
1985.
Prvi puta se organizira Jugoslavenska liga natjecanja
Seminar za crtače karata u Ivanić-Gradu od 15. do 17. ožujka vodi Darko Sakar, a sudjeluje sedam tečajaca: Rešetar Božidar- "Japetić", Sabin Smlatić- "Sutjeska", Alen Tadijanić- "Torpedo", Juraj Grahovac- "Djed", Slaven Franić- "Marjan", Miroslav Alibarjaktarević i Goran Savić Molec- oba "Prijatelj prirode". Kao predavač na seminaru učestvovao je i Nenad Lovrec.
U Virovitice od 15. do 16. lipnja održan Kup YU - neslužbeno prvanstvo Jugoslavije. Najbolji hrvatski natjecatelje bio je Ivan Marchiotti koji je osvojio 2. mjestom.
Na trening taboru u Virovitici od 03. do 07. srpnja sudjeluje 60 polaznika, voditelji su Darko Sakar i Zoran Krivokapić.
Izbornik postaje Darko Sakar, član POK Maksimir.
16. prosinca ponovno osnovana Sekcija za orijentaciju PD "Vihor".
1984.
Prva natjecanja u Brazilu koje organizira vojska.
Instruktorski tečaj Fakulteta fizičke kulture završavaju: Zoran Krivokapić, Ivan Marchiotti i Vlatka Sakar.
07. i 08. travnja održan 1. dio tečaja 1. stupnja za organizatore orijentacijske djelatnosti kod planinarskog doma Puntijarka na Medvednici s 35 polaznika iz 15 društava. Voditelj tečaja je Zoran Krivokapić, predavači su: Darko i Vlatka Sakar, Ivan Marchiotti, Zoran Krivokapić, Čedomil i Senka Gros.
16. svibnja održano Međunarodno prvenstvo Hrvatske kod Trakošćana, a sljedeći dan 17. svibnja tromeč Austrija-Italija-Jugoslavija u Virovitici. Glavni organizatori su Zlatko Smerke i Zoran Krivokapić.
Od 01. do 04. srpnja organiziran je 1. orijentacijski tabor- 2. dio tečaja, kod Virovitice u trajanju od 5 dana. Sudjeluje 77 polaznika 52 iz Hrvatske. Na ljetnom taboru za orijentaciste 16 polaznika steklo naziv orijentacist- pripravnik.
Od 08. do 14. srpnja Juniorska reprezenatcija, uz 15 drugih reprezentacija, pod vodstvom Ivana Marchiottija je sudjelovala na neslužbenom svjetskom prvenstvu u Hartbergu- Austriji. Iz Hrvatske su sudjelovali Ivo Tišljar (70.mj. od 83.), Danko Pigac (odust.), Dunja Uroić (36.mj. od 67.), Natalija Smerke (63.mj.)i Vjera Bogati (62.mj.).
Za članove izborne vrste Hrvatska predlaže: Ivan Marchiotti, Nenad Lovrec, Roman Zupanc, Dunja Uroić, Natalija Smerke (seniori), Ivo Tišljar, Danko Pigac, Sabin Smlatić, Danilo Tutić i Nenad Stojilković (juniori), Čedomil Gros, Zlatko Smerke, Ivan Marchiotti i Ivan Hapač (veterani).
Na olimpijadi u Los Angelesu žene prvi puta trče maraton.
Osnovana orijentacijska sekcija PD "Prijatelj Prirode" u Ivanić-Gradu.
IOF broji 27 redovnih i 6 pridruženih članova.
1983.
08. siječnja dužnost predsjednika komisije preuzima Zoran Krivokapić.
Na Svjetskom prvenstvu u orijentacijskom trčanju koje se održavalo u Madžarskoj prvi puta nastupaju natjecatelji iz Hrvatske: Ivan Marchiotti, Dunja Uroić i Natalija Smerke.
Na O-Ringenu u Švedskoj nastupio rekordan broj natjecatelja- preko 25000.
Organiziran prvi tromeč Austrija- Italija- Jugoslavija u Klagenfurtu. (1984. Varaždin i Virovitica, 1985. Bolzano, Italija, 1986 Feldbach, Austrija) Ova ideja se održala još nekoliko godina nakon čega je zamrla. Glavni problemi su bili sastavljanje izbornih vrsta u Italiji i Jugoslaviji. Početkom devedesetih dolazi do organiziranja Alpe-Jadran Kupa u sklopu postojećih natjecanja, sada s mnogo većim interesom pri čemu sudjeluju i pokrajine iz Mađarske gdje je orijentacijsko trčanje vrlo dobro razvijeno.
1982
U Zagrebu održana sjednica Odbora za razvoj i promociju Međunarodnog orijentacijskog saveza (DPC IOF).
Od 09. do 13.08. je u Liegu- Belgiji, održan XI kongres IOF na kojem je Jugoslavija, a time i Hrvatske primljena kao punopravni član u Međunarodni savez za orijentacijsko trčanje. Predstavnik Planinarskog saveza Jugoslavije bila je Senka Gros.
09. i 10. listopada PSH i PD "Sutjeska" organiziraju prvo (neslužbeno) pojedinačno prvenstvo Jugoslavije (Kup YU) na zemljištu Ponikva pokraj Zagreba. Postavljač staza je bio Čedomil Gros.
Do tada je postojalo samo ekipno prvenstvo koje je odobravao Planinarski savez Jugoslavije, pojedinačna natjecanja prema tada nazvanom "nordijskom sistemu"- i pravilima IOF-a smatrana su u protivljenju s kodeksom planinarstva, prema kojem ne bi trebalo u planini biti nikakvog mjerenje, niti vremenskog niti drugog natjecanja uz opremu koja se u znatnoj mjeri razlikuje od planinarske opreme.
1981.
05.03. osnovan Orijentacijski Klub "Maksimir", prvi klub za orijentacijsko trčanje. Prvobitni naziv bio je Klub za orijentacijski sport, međutim da bi se učlanio u PSH morao je promijeniti ime u Planinarsko Orijentacijski Klub.
Šveđani Bengt Eriksson, Leif Eriksson i Dag Malmquist izrađuju početkom godine prve karte za orijentacijsko trčanje uz reambulaciju zemljišta: "Maksimir" i "Dolje" u Zagrebu i "Maruševec" kod Varaždina. Kod reambulacije zemljišta oko Maruševca pomaže i Ivan Plantak.
Izašao prvi broj "Orijentacist"-a, časopisa koji je pratio orijentacijsko trčanje.
24.10. na Ačkovom Kupu koji je održan na Dolju kod Zagreba Hrvoje Gold je upotrebio prvi puta u Hrvatskoj računalnu obradu rezultata. Rezultati su se na cilju obajvljivali na zeleno/crnom monitoru !
1980.
Formirana liga "Pojedinačnih orijentacijskih natjecanja" (PON) koju sačinjavaju osam natjecanja. Kasnije se naziv mijenja u Kup Hrvatske.
Fakultet za fizičku kulturu u suradnji sa Željkom Gobecom tajnikom Planinarskog odbora Zagreba, organizira tečaj za instruktore orijentacije koji pohađa osam osoba. Tečaj su uspješno završili Darko Sakar, Senka Gros, Čedomir Gros i Miro Žunić.
Formirana je referada za Orijentaciju Planinarskog saveza Zagreba- kasnije se naziv mijenja u "Komisija za orijentaciju Planinarskog saveza Zagreba".
21-26.07. Ivan Plantak iz Varaždina sudjeluje na O-Ringenu kod Upsale, Švedska.
Početak orijentacije u PD "Papuk" iz Virovitice pod vodstvom Zorana Krivokapića.
Zlatko Smerke (PD "Ravna Gora", Varaždin) izrađuje O-kartu "Trakoščan", prvu višebojnu kartu po IOF pravilima. (Izvor: Zlatko Smerke). (Bez reambulacije terena ? op.ur.)
09. i 10. studenog Zagreb je posjetila veća skupina orijentacista iz Švedske, Norveške, Finske i Austrije u sklopu Europske promidžbene turneje O-ringena i Švedskog O-saveza, pod vodstvom P.O. Bengtssona. Natjecanju su prisustvovali i novinari RTV-Zagreb (M.Babović), koji su snimili 4 minutni prilog za Zagrebačku kroniku 11.11.1980. P.O. Bengtsson održao je u ponedjeljak, na Fakultetu za Fizičku kulturu predavanje o razvoju orijentacijskog sporta u svijetu i metodama rada s mlađim dobnim kategorijama.
1979.
15.06. se za Ekipno prvenstvo HPS koriste se nove višebojne karte 1: 25000 ili 1: 50000, o rezultatu odlučuju i 3 pitanja iz Gorske službe spašavanja i 3 pitanja iz prve pomoći, gađanje zračnicom na 10m i postavljanje šatora. Izvodi se razdvajanje ekipa da se provjeri sposobnost svakog člana ekipe. Orijentacija se definira kao kretanje po terenu s kartom, kompasom i malokalibarskom puškom.
Dolazak 85 orijentacista iz Skandinavije s ciljem promidžbe orijentacijskog trčanja po IOF pravilima. Natjecanje je održano na Medvednici.
13. studenog Predrag Zatezalo dao ostavku na mjesto Predsjednika KKO PSJ. Novi predsjednik postaje Borislav Stevanović iz Neština.
Na pojedinačnim natjecanjima u to doba (Pojedinačno natjecanje Sljemena, Memorijal Anke Ivić, Pojedinačno prvenstvo Zagreb- Matice nastupa četrdesetak natjecatelja, dok se na ekipnim natjecanjima (Trofej oslobođenja Našica, Janko Mišić, Trofej Vugrovec, Trofej Platak) natječe se do 160 ekipa.
1978.
Od 22. do 24.09.1978. Radovan Čepelak- PD Velebit je vodio kod planinarskog doma Runolist na Medvednici tečaj za postavljače staza za orijentacijsko trčanje.
U Hrvatskoj organizirano 7 pojedinačnih natjecanja.
Nakon tragične pogibije Stipice Mesića, jednog od voditelja orijentacijskog trčanja pri planinarskom društvu Vihor i predstavnika u Komisiji za orijentaciju, članovi PD Vihor u znak sjećanja i poštovanja organiziraju 21.10.1978. godine prvi "Memorijal Stipice Mesića"- Ačkov Kup- natjecanje koje se održalo do danas.
Od 17. do 19. studenog je na Stražilovu- Fruškoj gori, organiziran seminar za postavljače staza i organizatore natjecanja. Iz Hrvatske su sudjelovali Mate Perkić i Ivan Plantak.
1977.
Osnovan "Odbor za orijentaciju" pri Planinarskom savezu Zagreba.
Na prvenstvu PD "Sljeme" na Medvednici sudjelovalo je 77 natjecatelja iz Skandinavije. (Ako netko raspolaže podacima o ovom događaju molim da mi javi).
Na natjecanju "Janko Mišić" sudjelovalo 211 ekipa i 800 osoba iz 21 društva. Ovo je vjerojatno najmasovnije natjecanje u orijentaciji održano do danas u Hrvatskoj.
1976.
Na Svjetskom prvenstvu u Velikoj Britaniji prvi puta je korištena karta 1: 15000 u pet boja za natjecanje u štafeti. Na idućem svjetskom prvenstvu 1978. u Norveškoj sve karte su bile mjerila 1: 15000.
Dopisi Komisiji uz prijedloge o sistemu natjecanja:
"Ne slažemo se nordijskim sistemom kao ni pojedinačnim natjecanjem jer smatramo da ono razbija drugarstvo, dovodi do isticanja samo nekolicine pojedinaca i gubi masovnost, a često, pogotovo na našim terenima (krš) može biti i opasno." - PD Tuhobić- Rijeka, Prijić Milorad, predsjednik.
"Želja nam je, da planinarsko orijentacijsko natjecanje postane mjesto za provjeru poznavanja orijentacije kako u prostoru tako i u vremenu, ali i okupljalište planinara, a ne propalih atletičara, pa će natjecatelji morati osmim kontrolnih točaka naći i vrijeme u kojem se staza može prijeći uz normalno planinarsko kretanje." - PD Željezničar - Zagreb, Juraj Posarić, predsjednik komisije za O-natjecanja.
"Mišljenja smo da se jedino mogu održati natjecanja po nordijskom sistemu i to u pojedinačnoj kategoriji. Time se izbjegavaju svi nesporazumi subjektivnog karaktera. Ekipna planinarska natjecanja mogla bi poslužiti kao baza za školovanje kadrova i sticanje saznanja." PD Ravna gora- Varaždin, Zlatko Smerke, potpredsjednik.
17. rujna osnovana "Koordinaciona komisija za orijentaciju PSJ", a za predsjednika izabran Predrag Zatezalo (Stražilovo- Novi Sad).
Da bi se natjecanja učinila orijentacijski zanimljivijima, planinarska društva ih organiziraju na kartama krupnog mjerila (1:20000 i 1:25000 op.a.), koje sama izrađuju, jer na njima postoje mnogo bolje mogućnosti za raznovrsnije postavljanje kontrolnih točaka nego na već "preživjelim" starim kartama 1:50000, a o točnosti da i ne govorima. (Iz dopisa predsjednika KKO Predraga Zatezala.)
Organiziran 19. Memorijal Janka Mišića. Natjecanje je zabilježeno po pravilu natjecanja "Humani sustav" u organizaciji Jurja Posarića- iz PD Željezničar. Kod ovog natjecanja je pobijedila ekipa koja je imala vrijeme najbliže prosječnom vremenu svih ekipa. Ovakvim obračunom vremena trebalo se isključiti trčanje po stazi jer prema navodima organizatora osnovno je razvijanje drugarstva, a planina nije trkača staza i opasna je za djecu.
1975.
Prvo svjetsko prvenstvo u Skijaškom orijentacijskom trčanju održano u Švedskoj.
06. lipnja održano 3. pojedinačno orijentacijsko natjecanje "Ravna Gora". Prvi puta u Hrvatskoj su se za ekipni rezultat zbrajala pojedinačno postignuta vremena.
02. studenog održan na Jankovcu sastanak planinarskih društava "zainteresiranih za pojedinačnu nordijsku orijentaciju". (Inicijativni odbor). Prihvaćen je pravilnik za natjecanja u kojem se prvi puta spominje IOF i "Nordijski sistem natjecanja", ustvari pojedinačni način natjecanja.
16. prosinca ponovo formirana Komisija za orijentaciju HPS, za predsjednika je izabran Čedomil Gros- Sljeme. Na sjednici sudjeluju: Josip Puljko- Sljeme i Ivica Mesić- Vihor. Ostali članovi komisije su: Vlado Novak- Japetić-Samobor, Stjepan Posavec- Zagreb Matica, Stipica Mesić- PD Vihor i Radovan Čepelak- PDS Velebit i Juraj Posarić- Željezničar.
Predlaže se formiranje Komisije za orijentaciju pri Planinarskom savezu Jugoslavije i učlanjenje u IOF. (koje je preko Jugoslavije provedeno tek 1982.)
1971
Na sjednici komisije 22.02.1971. odlučeno da težište rada budu pojedinačna natjecanja
Održano 7 ekipnih i 6 pojedinačnih natjecanja. Organizatori pojedinačnih natjecanja su bili sljedeća društva: Sljeme, Zagreb- Matica, Grafičar, Vihor, Velebit 1974.
Komisija za orijentaciju PSH ukinuta. Prije toga (sjednica IO PSH 22.02.1971.) je na temelju prijedloga komisije ukinuta liga pojedinačnih i ekipnih natjecanja uz obrazloženje: "Od strane pojedinaca i društva dane su primjedbe da obavezno učestvovanje na velikom broju natjecanja previše apsorbira pojedince i na taj način ih ometa u njihovom ostalom plainarskom radu."
Natjecanja su se i dalje održavala, godišnje oko 7 ekipnih i 4 do 6 pojedinačnih. Početkom sedamdesetih pojedinačna natjecanja, u kojima je bilo bitno stazu proći u što boljem vremenu, a pobjeđivali su pojedinci koji su trenirali i trčali, naišla su na velik otpor u planinarskim konzervativnim krugovima koji su smatrali da se orijentacija mora sastojati isključivo od vještine prolaska staze s odgovarajućom (teškom) planinarskom opremom i obućom.
Razvijeni i provjereni simboli za opis kontrola od Kjell Larssona, Švedska. Kasnije (1979.) prihvaćeni i od IOF-a.
1970.
19. siječnja prihvaćen je novi "Pravilnik o orijentacijskim natjecanjima".
Održano 7 ekipnih natjecanja, gdje je sudjelovalo 310 ekipa, i 4 pojedinačna natjecanja na kojima je sudjelovalo 65 natjecatelja. Organizatori su bili planinarska društva Sljeme, Zagreb- Matica i Vihor.
Organizirani su tečajevi za postavljače staza i kontrolore.
Poredak u ligi pojedinačnih orijentacijski natjecanja (LPON): 1. Marijan Žunić (Sljeme), 2. Mladen Pintarić (Zagreb matica), 3. Branimir Pečkaj (Vihor).
1969.
Poredak u ligi pojedinačnih orijentacijski natjecanja (LPON): 1. Srđan Čop (Sljeme), 2. Marijan Žunić (Sljeme), 3. Miro Žunić (Sljeme),4. Mladen Pintarić (Zagreb), 5. Ivica Mesić (Zagreb), 6. Marijan Čepelak (Velebit), 7. Josip Puljko (Sljeme) 8. Zlatko Smerke (Zagreb), 9. Marijan (?) Čepelak (Velebit), 10. Čedo Gros (Zagreb).
PD "Sljeme" osnovalo je prvu orijentacijsku sekciju u Hrvatskoj.
1967.
3. lipnja održano prvo noćno ekipno prvenstvo u orijentacijskom trčanju u organizaciji PD "Zagreb- Matica". Pobijedila je ekipa PD "Zagreb-Matica" u sastavu Zlatko Smerke, Željko Gobec i Josip Brestovec u vremenu od 125 min. Sudjelovalo je 19 ekipa. Natjecanje je održano na Sljemenu. Kontrole su bile osvijetljene, umjesto perforatora koristio se žig.
Članovi hrvatske izborne vrste Zlatko Smerke, Marijan Žunić, Boris Skukan, te Alfred Židan i Željko Gobec kao natjecatelji i Nikola Aleksić kao voditelj) sudjeluju na pojedinačno natjecanju održanom u blizini Budimpešte u Madžarskoj prema pravilima IOF-a. Naši natjecatelji susreću se prvi puta s višebojnom kartom, jer su se u Hrvatskoj koristile c/b fotokopije vojnih karata. Čuđenje izaziva i atletska oprema natjecatelja koji su trčali u kratkim hlačama i sprintericama, a ne u planinarskoj opremi. Dužina staze je iznosila 25 km. Mjesta u vrhu su zauzeli natjecatelji iz Mađarske, Švicarske i Istočne Njemačke. Ukupno je nastupilo 151 natjecatelj iz šest država. Najbolji rezultat je ostvario Željko Gobec koji je osvojio 69. mjesto.
K. Switzer je prva žena koja je, unatoč zabrani organizatora, pretrčala Bostonski maraton. 1968.
Na Svjetskom prvenstvu u Švedskoj korištene su doreambulirane karte 1 :25 000, u četiri boje.
Tord Kjellstrom, Švedska uveo orijentaciju u Japan. 1969. ˇ IOF je izdao prvi pravilnik za izradu karata za orijentacijsko trčanje. Bio je to jedan od najvažnijih koraka da se ujednače uvjeti za natjecatelje u svim državama gdje se održavaju natjecanja. Specifikaciju su napravili Jan- Martin Larsen (Norveška), Christer Palm (Švedska) i Ernst Spiess (Švicarska). Prema pravilima karte su trebale biti u četiri boje (crna, smeđa, plava i žuta) i 60 simbola. Vegetacija se označavala sivom bojom.
Prva natjecanja u orijentacijskom trčanju u Australiji.
19.05. osnovana Komisija za orijentaciju HPS, prvi predsjednik je bio Zlatko Smerke. Temeljni zadaci komisije su izrada kalendara natjecanja, te pravilnika za natjecanja. Uvode se kontrolori na natjecanjima u ulozi nezavisnih sudaca.
07.06. osnovana liga pojedinačnih i ekipnih natjecanja HPS koju čini 4 pojedinačna i 6 ekipnih natjecanja. Organizatori su društva: Sljeme, Zagreb, Vihor i Velebit iz Zagreba. Na ekipnim natjecanjima je sudjelovalo 320 ekipa, na pojedinačnim 102 natjecatelja. Uobičajeno je da se od Saveza traži financiranje nastupa- startnine i putnih troškova.
16. studenog organizirano je prvo pojedinačno natjecanje planinarskog društva Vihor.
1966.
Prvo Svjetsko prvenstvo održano u Fiskarsu, Finskoj.
23. travnja su na međunarodnom natjecanju u Tatabanji- Mađarska, sudjelovali u međunarodnoj kategoriji 90 natjecatelja iz Čehoslovačke, Austrije, Švicarske, Mađarske i Hrvatske. Sataza je bila 13,5 km dugačka, 10 KT mjerila 1:25000. naši natjecatelji su zauzeli sljedeća mjesta: 37. Zlatko Smerke 155min, 54. Gordan Skukan 198 min, 61. Ivica Novotni 229 min, Radenko Milošević 245min, Ivo Andelfinger 251 min, 65. Janko Jurković 296 min. Prvoplasirani je imao vrijeme od 94 min.
Komentar Nikole Aleksića- tajnika PSH, koji je podnio izvješće:
"Smatram da možemo biti potpuno zadovoljni plasmanom naših učesnika na ovom takmičenju, jer bolji plasman nismo ni očekivali. Naši takmičari orijentacijski su potpuno dorasli ovoj konkurenciji, ali mnogo zaostaju po kondiiciji. To će nam biti potpuno jasno kada navedemo da svi takmičari treniraju po atletskom sistemu po 4 puta tjedno (neki čak svaki dan, a osim toga neki čak imaju svoje trenere), a na takmičenju nastupaju u gačicama, majicama i šprintericama. Za sljedeći nastup naših takmičara, o ovome treba voditi računa."
1965.
Prvo O-Ringen natjecanje održano. Na prvom natjecanju sudjelovalo je 156 natjecatelja. 18 godina kasnije - 1983. O-Ringen je narastao u najveće orijentacijsko natjecanje na kojem sudjeluje preko 25.000 natjecatelja svih uzrasta i znanja, od početnika do svjetskih prvaka.
1963.
Prvo ekipno prvenstvo Planinarskog Saveza Jugoslavije kod Jajca. Prvo mjesto osvaja PDS Velebit- Zagreb. Voda ekipe bio je Nedjeljko Jakić.
2. lipnja u 8 sati ujutro: Prvo pojedinačno natjecanje u Hrvatskoj: "1. Otvoreno pojedinačno prvenstvo grada Zagreba" održano na Ponikvama pored Zagreba prema "nordijskim" (IOF) pravilima, na c/b karti mjerila 1: 25.000, u organizaciji Planinarskog saveza grada Zagreba i PDS Velebit - Dolfi Rotovnik. Start i cilj su bili na Glavici. Natjecanje je održano u četiri kategorije juniori, seniori, stariji seniori i žene (juniorke- seniorke). Među natjecateljima su bila prijavljena i poznata imena kao: Gordana Skukan, Milovan Dlouhy, Zlatko Smerke i Alfred Židan. Prijevoz je bio osiguran od Gajnica. Na cilju se podijelilo 80l mlijeka kao osvježenje. Rezultati su praćeni preko razglasa. Ukupno je startalo 56 natjecatelja (49 muških i 7 žena). kategorija dužina staze ime i prezime društvo vrijeme juniori -18g 8000m Stanko Krasnik PD Zagreb 2.51.00 seniori 19-35g 11000m Davorin Paljan PDS Velebit 3.12.00 veterani 35g- 6000m Drago Marjanec PD Orahovica 1.07.00 žene 6000m Dunja Bubanj PD Željezničar 1.08.00
Prvo vojno Svjetsko prvenstvo (CISM) održano.
1962.
Prvo Europsko prvenstvo održano u Lotenu, Norveškoj.
Predstavnici HPS Nikola Aleksić (tajnik PSH), Ismet Baljić (Velebit) i Dolfi Rotovnik (Velebit) odlaze u Dansku i stječu prva iskustva u organizaciji pojedinačnih natjecanja. Model ovih orijentacijskih natjecanja prenesen je u Hrvatsku i već iduće godine "Velebit" organizira pojedinačno natjecanje. Dolfi Rotovnik preselio se kasnije u Dansku. Početkom 1997. smo na Spring Kupu u Danskoj (jednom od većih natjecanja u Skandinaviji) razgovarali o orijentacijskom trčanju u Hrvatskoj te prenosim njegove pozdrave Hrvatskim orijentacistima.
1961.
Osnovan Međunarodni savez za orijentacijsko trčanje (IOF) u Danskoj. Za predsjednika je izabran Eric Tobe iz Švedske (1961-75.). Osnivači su deset država: Švedska, Norveška, Finska, Danska, Švicarska, Mađarska, Čehoslovačka, Bugarska, SR Njemačka i DR Njemačka. Odlučeno je da Norveška iduće godine organizira prvo Europsko prvenstvo.
Šveđanin Peo Bengtsson počeo sa serijom misionarskih pohoda, prvo u Europi, a kasnije po čitavom svijetu. Ovi pohodi postoje još i danas poznati pod nazivom "Tura O-ringen".
1959.
Održan 1.Trofej Platak kod Rijeke, ekipno natjecanje, jedno od najboljih u to doba.
Održan 1. Memorijal Janka Mišića (12.01.?). Organizatori su bili naizmjenično HPD Japetić iz Samobora i HPD Željezničar iz Zagreba. Memorijal Janka Mišića je dugi niz godina bio najmasovnije planinarsko orijentacijsko natjecanje na kojem su u tijeku 60-tih i 70-tih učestvovalo i do 700 natjecatelja, uglavnom u ekipnoj konkurenciji. Ekipe su se sastojale od tri člana. Natjecalo se u tri kategorije, pioniri do 14 godina, omladinci od 14 do 18 godina i seniori stariji od 18 godina.
U Sandvikenu- Švedskoj sazvana međunarodna konferencija država u kojima se njegovalo orijentacijsko trčanje. Sudjelovalo je 12 država: Bugarska, SR Njemačka, DR Njemačka, Jugoslavija, Austrija, Švicarska, Čehoslovačka, Mađarska i četiri skandinavske države (NORD). Sastanak je bio priprema za osnivanje Međunarodnog saveza za orijentacijsko trčanje. Nije poznato tko je sudjelovao iz Jugoslavije.
1957.
Održan je niz "orijentacijskih marševa" u organizaciji PD Jankovac-Osijek, Mosor-Split, Velebit- Zagreb, Jelengrad-Kutina, Maks Plotnikov-Samobor, Petrov vrh- Daruvar, Ivančica i Kalnik. Učesnici su upotrebljavali karte i kompase da izvrše zadatke, obično je organizirano gađanje puškom, a i traženo je znanje iz planinarske vještine. Ne postoje pravila za natjecanja, propisani kartoni ili zadaci. Staze su zadane obično azimutom pod kojim se trebalo doći do kontrole i otići od nje. Zaključuje se da nedostaje jedno tijelo koje bi koordiniralo natjecanja i pravila.
1956.
Pri Hrvatskom planinarskom savezu osnovan republički odbor za kros i orijentaciju, s ciljem koordinacije orijentacijskih hodnji.
11. i 12. studenog, održano prvo prvenstvo Hrvatske: orijentacijska hodnja HPS na Dinari. Postoji kategorija za žene, a u sklopu staze je i brzinska dionica. Osim toga u rezultat je ulazilo gađanje puškom, postavljene su kontrolne točke s fiktivnim unesrećenikom, a bilo je potrebno prelaziti i peko vode. Sudjeluje 150 natjecatelja.
1955.
1. Prvenstvo Hrvatskog planinarskog saveza, dvodnevno natjecanje na Dinari.
PDS Velebit organizira zimski (skijaški) orijentacijski hod.
1953.
18.10. PD Zagreb, sekcija Goranin, je organiziralo "orijentacijsku hodnju" u Zagrebu. Ukupno je u ekipama po tri člana sudjelovalo 46 natjecatelja. Start natjecanja je bio u 6.30 na trgu bana Jelačića, a cilj na Glavici (Ponikve). Postavljene su 11 živih kontrolnih točaka. Ekipe su na startu dobile zemljovid Medvednice, ucrtana je bila samo prva kontrolna točka. Startalo se u vremenskim razmacima od 10-15 minuta. Na svakoj kontrolnoj točki natjecatelji su dobili u zapečaćenoj omotnici opis puta do iduće KT, npr. prijelaz s puta preko potoka, ili desno uz živicu, ne stazom nego poprijeko ravno istočno na greben, mimo oborenog hrasta, ili prilaz cilju s juga ne s jugo-istoka. Ako su došli istovremeno do KT, ekipa koja je došla kasnije morala je čekati 10 min nakon što je druga krenula, vrijeme se na kraju oduzimalo. Među kontrolama su se ponekad nalazile međutočke gdje su se ekipe morale potpisati. Kontrolne točke su mogle biti označene i na zemljovidu. Natjecatelji su se koristili i kompasom. Pobjedničke ekipe PD Zagreb i PD Javor, trebale su 1.46 sati da prođu stazu. Sudjelovala je i jedna ženska ekipa koja je stazu obišla za 3 sata i 12 min. Iduće natjecanje 12.12.1954. Natjecanja su doživjela uspjeh kod omladinaca, a kritike kod starijih planinara. Kritike su se temeljile na činjenici da je za pobjedu uz umješnost orijentiranja odlučujuća bila i brzina, što je u suprotnosti s planinarskim shvaćanjima gdje je bitno pronaći svoj put kroz planinu, a svaka žurba može dovesti do nezgode ili opasnosti, te umanjiti filozofski doživljaj prirode.
1952.
PDS Velebit organizira orijentacijsko ekipno natjecanje (tada zvano "orijentacijski marš). Postavljač staza je Željko Cernić.
1951.
Na Medvednici u Hrvatskoj organizirana prva akcija u kojoj je orijentacija bila natjecateljski element pod nazivom "Prvi međusekcijski orijentacioni hod" u organizaciji planinarskog društva "Zagreb".
1946.
Na inicijativu Bjorna Kjellstoma organiziralo se prvo natjecanje u SAD kod Indiana Dunes State Park. ˇ Osnovan Nordijski savez za orijentacijsko trčanje koji je obuhvaćao Švedsku, Norvešku, Finsku i Dansku.
1943.
U Hrvatskoj se prvi puta spominje orijentacijsko trčanje u časopisu "Atletika".
1941.
Prvo državno prvenstvo za žene, Švedska.
1935.
Održano prvo pojedinačno državno prvenstvo u Švedskoj i Finskoj.
1934.
Održano je prvo natjecanje u Mađarskoj.
1933.
Izmišljen je Silva kompas sistem.
1932.
Održalo se prvo natjecanja u Švicarskoj pokraj Zuricha.
1931.
(1932.?) Organizirano prvo međudržavno prvenstvo, Švedska je pobijedila ispred Norveške.
1925.
Prvi puta je na natjecanju (Gothenburg, Švedska) postojala posebna kategorija za žene.
1920.
Ernst Killandera, Švedska, napisao je osnovne principe orijentacijsko trčanje kakve ih znamo i danas (pravila, vrste staza, kontrolne točke, dobne kategorije i organizacija). Zbog toga su Ernst Killandera nazvali "otac orijentacijskog trčanja".
1919.
25. ožujka 1919. predsjednik športskog saveza Stockholma bojnik Ernst Killander organizirao je prvo moderno natjecanje u orijentacijskom trčanju kod Ingelbode pokraj Stockholma u Švedskoj. Sudjelovalo je 155 natjecatelja. Dužina staze je iznosila 12 km, s 3 kontrolne točke. Pobijedio je O.B. Hansson, 1.25.39. Natjecanje je imalo veliki uspjeh u tisku i među natjecateljima. Orijentacijsko trčanje se počelo kao zaraza širiti Skandinavijom, a organizator Ernst Killander ušao je u povijest kao otac orijentacijskog trčanja.
1901.
17. ožujka 1901. športski klub iz Sundbyberga-. Švedska održao klupsko orijentacijsko natjecanje na kojem je sudjelovalo 6 natjecatelja. Dužina staze je iznosila 14 km, postavljene su 4 kontrolne točke. Pobijedio je Victor Dahl, 1.35.34.
1897.
19. travnja održan prvi Bostonski maraton. Pobijedio John J. Mc Dermott s vremenom od 2.55.10, 10 sekundi brže nego Spiridon Louis godinu dana prije.
31. listopada 1897. Održano prvo građansko natjecanje u orijentacijskom trčanju. Organizator je bilo športsko društvo "Tjalve" iz Osla (Ujedinjena kraljevina Švedska i Norveška). Sudjelovalo je 8 natjecatelja na stazi od 19,5 km u pravoj divljini. Postavljene su 3 kontrolne točke, pobijedio je Peder Fossum, za 1.47.07.
1896.
Spiridon Louis pobijedio na prvom olimpijskom maratonu u Grčkoj.
1895.
Održana su prva orijentacijska natjecanja od strane garnizona u Stockholmu i Oslu (Ujedinjena kraljevina Švedska i Norveška).
1886.
Riječ "orijentacija" se koristi glede prelaska nepoznatog zemljišta koristeći kartu i kompas (Vojna akademija, Stockholm, Švedska)

## Vanjske poveznice
- Hrvatski Orijentacijski Savez
- Međunarodni orijentacijski savez